# 아발로키테슈바라
불교에서 아발로키테슈바라("굽어살피는 주님"이라는 뜻, IPA: /ˌʌvəloʊkɪˈteɪʃ[미지원 입력]ə/)는 로케슈바라("세상의 주님")와 첸레직(티베트어)으로도 알려져 있으며, 위대한 자비(마하카루나)와 관련된 10단계 보살이다. 그는 흔히 아미타불과 연관된다. 아발로키테슈바라는 수많은 화신을 가지며 다양한 형태와 모습으로 묘사된다. 일부 경전에서는 심지어 모든 힌두 신들(비슈누, 시바, 사라스와티, 브라흐마 등)의 근원으로 간주되기도 한다.
아발로키테슈바라는 인도에서는 남성으로 묘사되었지만, 동아시아 불교에서는 대부분 관음(중국어)으로 알려진 여성 형태로 묘사된다. 일본, 한국, 베트남에서는 각각 간논, 관음, 꽌엄으로 알려져 있다. 관음은 또한 중국 민간 신앙과 도교를 포함한 다른 동아시아 종교에서도 중요한 인물이다.
아발로키테슈바라는 또한 그의 유명한 만트라인 옴 마니 파드메 훔(oṃ maṇi padme hūṃ)으로도 알려져 있으며, 이는 티베트 불교에서 가장 인기 있는 만트라이다.

## 어원
아발로키테슈바라라는 이름은 전치사 아바("아래"), 동사 록("보다, 알아차리다, 바라보다, 관찰하다")의 과거 분사로 여기서는 능동적인 의미로 사용된 로키타, 그리고 마지막으로 "주님", "지배자", "최고 주권자" 또는 "스승"을 의미하는 이슈바라가 결합된 것이다. 산스크리트어의 음운 조합 규칙인 산디에 따라 a+īśvara는 eśvara가 된다. 합쳐진 의미는 "세상을 굽어살피는 주님"이다. 로카("세상")라는 단어는 이름에 없지만, 구절이 암시된다. 캄보디아어 형태의 이름인 로케스바락에서는 나타난다.
현장과 같은 저자들이 아발로키테슈바라라는 이름을 중국어로 가장 먼저 번역한 것은 오늘날 동아시아 불교에서 사용되는 형태인 관음'( 중국어: 觀音, 병음: Guānyīn)이 아니라 관자재( 중국어: 觀自在, 병음: Guān zìzài)였다. 초기 번역가들이 산스크리트어에 유창하지 못해 아발로키테슈바라를 아발로키타스바라("소리를 굽어살피는 자", 즉 도움이 필요한 중생의 울음소리)로 착각하여 아발로키테슈바라를 관음으로 잘못 번역했다고 처음에는 생각되었다. 이제는 아발로키타스바라가 원래 형태였음이 이해되며, 이는 "소리, 울음소리를 감지하는" 관음의 기원이기도 하다. 이 번역은 일부 중국 번역가, 특히 구마라습이 "세상의 탄식을 감지하는" 관세음( 중국어: 觀世音, 병음: Guānshìyīn) 변형을 선호하는 경향에 의해 지지되었는데, 여기서 록은 "보다"와 "세상"(산스크리트어 loka; 중국어: 世, 병음: shì)을 동시에 의미하는 것으로 읽혔다. 관음 이름의 원래 형태는 5세기 산스크리트어 단편에 나타난다.
이름의 원래 의미는 보살의 역할에 대한 불교적 이해와 부합한다. 그를 이슈바라로 제시하는 재해석은 힌두교의 강한 영향을 보여주는데, 이슈바라라는 용어는 보통 비슈누(비슈누파)나 시바(시바파)를 세계의 최고 주님, 창조자, 지배자로 보는 힌두 개념과 연결되었기 때문이다. 그러한 신의 일부 속성이 보살에게 전해졌지만, 아발로키테슈바라를 숭배하는 주류는 어떤 창조신 교리도 거부하는 불교의 입장을 고수했다.
산스크리트어로 아발로키테슈바라는 로케슈바라("세상의 주")라고도 불린다. 고전 티베트어로 아발로키테슈바라는 첸레직( 티베트문: སྤྱན་རས་གཟིགས)이다. 티베트 이름 첸레직의 어원은 spyan "눈", ras "연속성", gzig "보다"이다. 이는 (자비의 눈으로) 항상 모든 존재를 굽어살피는 자라는 의미를 부여한다.

## 기원

### 대승 불교의 설명

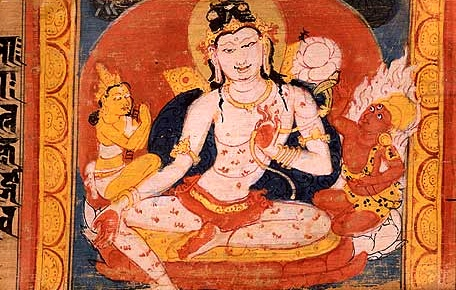
산스크리트어 패엽경의 아발로키테슈바라 그림. 날란다, 인도, 12세기.

아발로키테슈바라라는 이름은 법화경에 앞서는 대승 경전인 화엄경에 처음 등장했다. 그러나 일본에서의 인기도와 초기 서양 불경 번역가들의 작업 결과로 인해 법화경은 오랫동안 아발로키테슈바라 교리에 대해 가르치는 가장 오래된 문헌으로 받아들여져 왔다. 이 내용은 법화경 제25장인 관세음보살 보문품( 중국어: 觀世音菩薩普門品, 병음: Guānshìyīn púsà pǔ mén pǐn)에 나타난다. 이 장은 아발로키테슈바라에게 할애되어 있으며, 그를 중생의 울음소리를 듣고 그의 이름을 부르는 이들을 돕기 위해 끊임없이 노력하는 자비로운 보살로 묘사한다. 남성 화신을 포함하여 총 33가지 다른 아발로키테슈바라의 화신이 묘사되는데, 모두 다양한 존재의 마음에 맞도록 하기 위해서이다. 이 장은 산문 부분과 운문 부분으로 구성되어 있다. 이 가장 초기 출처는 종종 별도의 경전인 관세음경( 중국어: 觀世音經, 병음: Guānshìyīn jīng)으로 유통되며, 동아시아 불교 사원에서 흔히 독송되거나 염불된다.

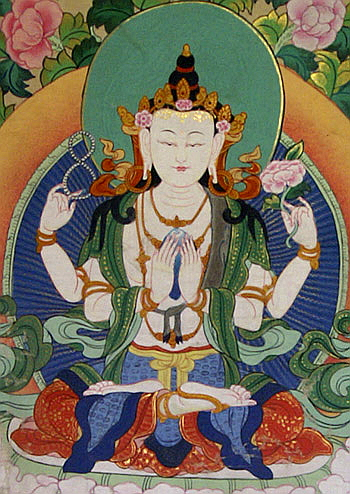
네 팔을 가진 티베트 아발로키테슈바라 형태.

중국의 승려 법현이 400년경 인도의 마트라를 여행했을 때, 그는 아발로키테슈바라에게 공양을 바치는 승려들에 대해 기록했다. 현장이 7세기에 인도를 여행했을 때, 그는 왕부터 승려, 재가 신도까지 각계각층의 신도들이 아발로키테슈바라 상을 숭배하는 모습을 직접 목격한 기록을 남겼다.

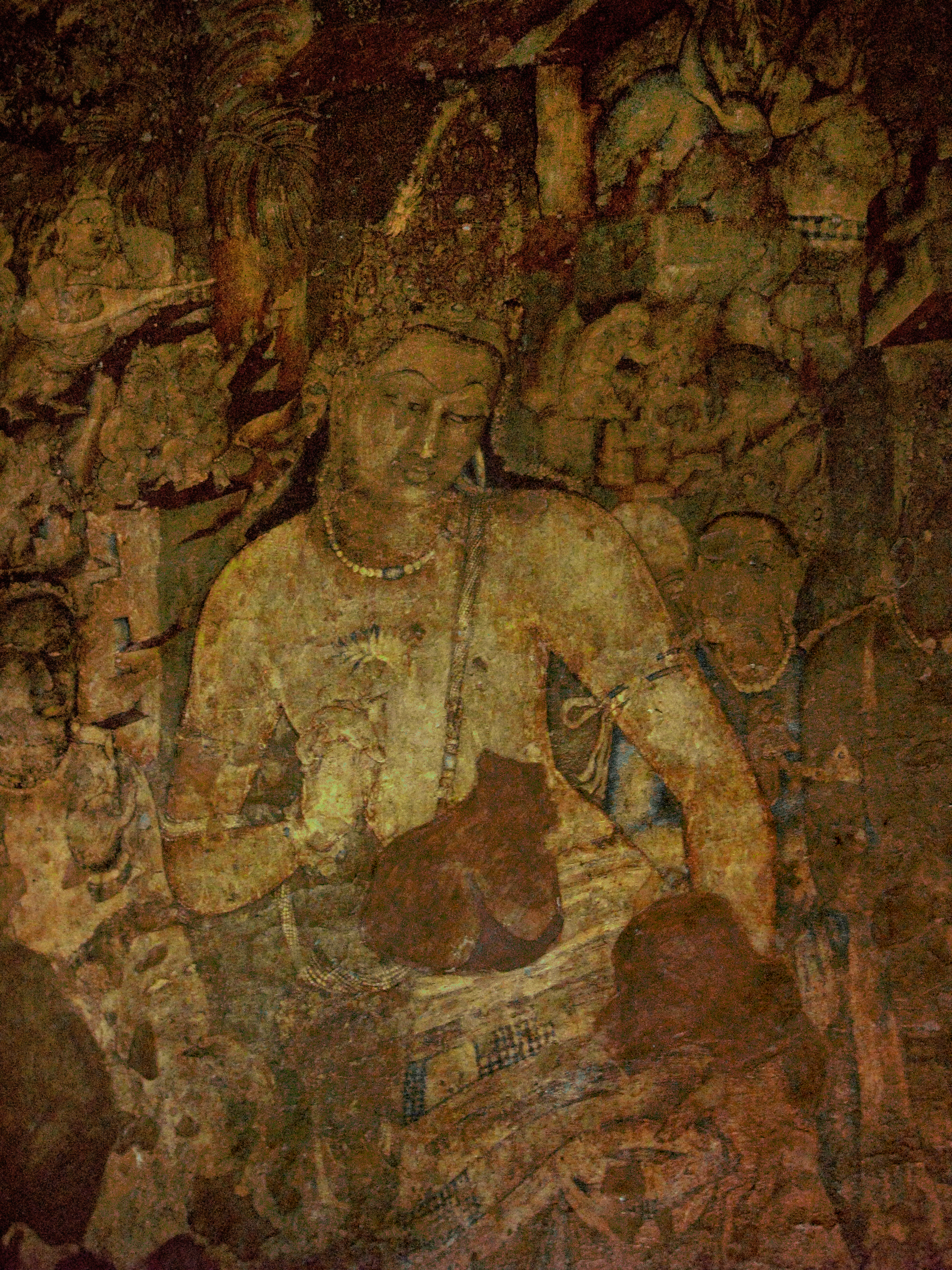
아발로키테슈바라 / 파드마파니, 아잔타 석굴, 인도

중국 불교와 동아시아에서는 밀교의 18팔 아발로키테슈바라 형태인 준제에 대한 수행이 매우 인기가 있다. 준제의 인기는 7세기 말부터 8세기 초까지 산스크리트어에서 중국어로 번역된 준제다라니경의 세 가지 현존 번역으로 입증된다. 중국 후기 제국 시대에도 이러한 초기 밀교 전통은 불교 공동체에서 여전히 번성했다. 로버트 기멜로(Robert Gimello)는 이러한 공동체에서 준제의 밀교 수행이 대중과 엘리트 모두에게 매우 인기가 있었다고 관찰했다.
천태종에서는 6가지 아발로키테슈바라의 형태를 정의한다. 보살의 여섯 가지 자질 각각은 지옥 중생, 아귀, 축생, 인간, 아수라, 천상 등 여섯 가지 존재 영역 중 하나에서 장애를 깨뜨린다고 한다.
닐라칸타 다라니경의 서문에 따르면, 고타마 부처는 그의 제자 아난다에게 아발로키테슈바라가 무수히 많은 전생에 이미 부처가 되었다고 말했으며, 별칭인 삼야카 다르마-비드야 타타가타는 "바른 법을 명확히 이해한 여래"를 의미한다. 그의 큰 자비심 때문에 그리고 모든 보살 지위를 위한 적절한 조건을 만들고 중생에게 행복과 평화를 가져다주고 싶었기 때문에, 그는 아발로키테슈바라라는 이름으로 보살이 되었고 종종 사바 세계에 머물렀다. 동시에 아발로키테슈바라는 아미타불의 협시로, 아미타불이 그의 정토에서 법을 설하는 것을 돕는다.

### 상좌부 불교의 설명

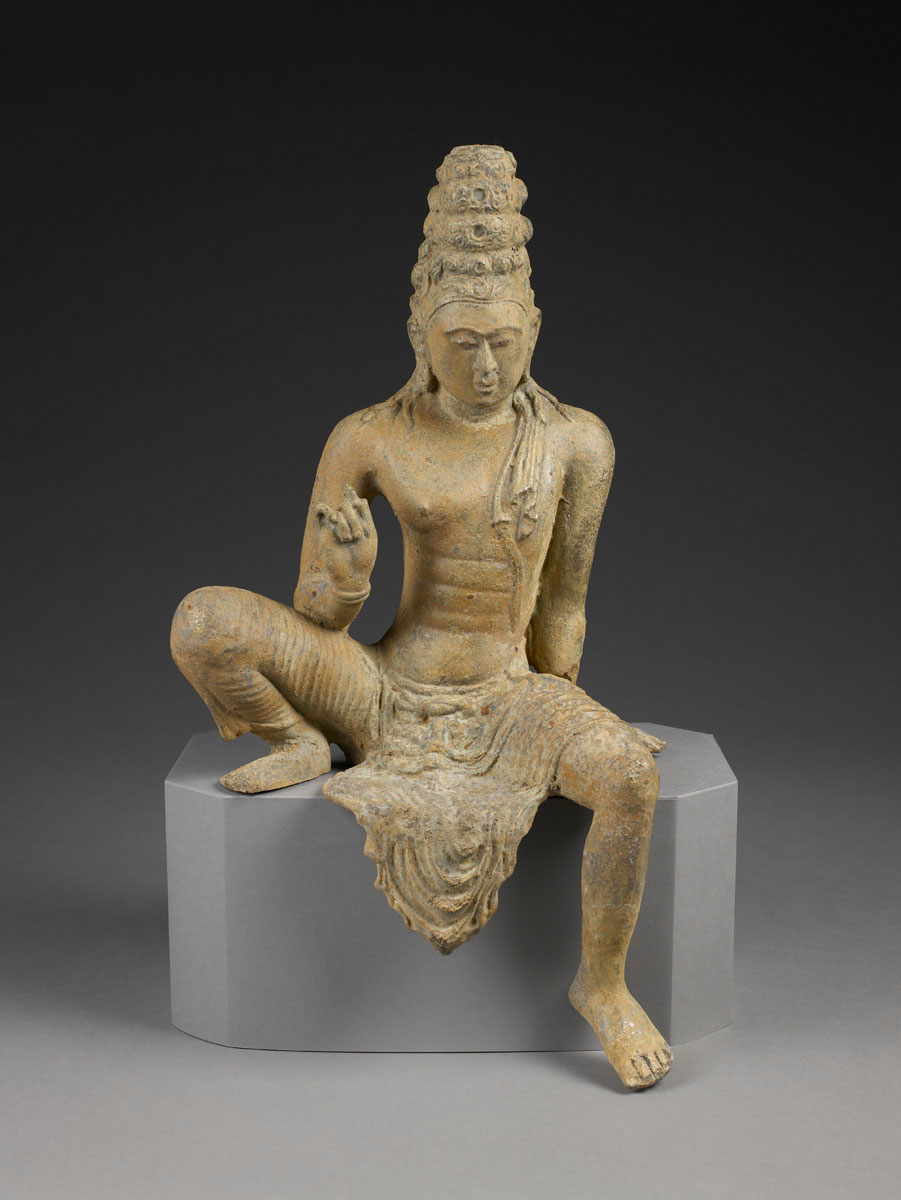
스리랑카의 아발로키테슈바라 청동상, 기원후 750년경

아발로키테슈바라 보살에 대한 숭배는 오늘날 스리랑카에서도 이어지고 있다.
과거에는 탄트라 불교와 대승 불교가 일부 상좌부 불교 국가에서 발견되었지만, 오늘날 스리랑카(이전에는 실론), 미얀마(이전에는 버마), 태국, 라오스, 캄보디아의 불교는 거의 전적으로 팔리 경전에 기반한 상좌부 불교이다. 상좌부 불교에서 일반 불자들의 숭배 대상이 된 유일한 대승 불교 신은 아발로키테슈바라 보살이다. 스리랑카에서 그는 나타-데바로 알려져 있으며, 대다수는 그를 미래의 부처인 미륵보살로 믿고 있다. 아발로키테슈바라의 형상은 대개 불상 근처의 법당에 모셔져 있다.
최근에 일부 서구 교육을 받은 상좌부 불교 신자들은 나타를 미륵보살과 동일시하려고 시도했지만, 전통과 기본적인 도상학(왕관 앞에 아미타불 이미지를 포함)은 나타를 아발로키테슈바라로 식별한다. 앤드류 스킬턴은 다음과 같이 쓴다.
... 스리랑카 섬의 불교 역사에 대한 현대의 설명이 단절되지 않고 순수한 상좌부 불교 계통을 제시하고 있음에도 불구하고, 조각 증거만으로도 대승 불교가 스리랑카 전역에 상당히 널리 퍼져 있었음이 분명하다. (유사한 경향이 스리랑카의 계율 계통과 함께 동남아시아의 다른 지역으로 전파되었다고 가정할 수 있을 뿐이다.) 아발로키테슈바라의 광범위한 숭배 흔적은 오늘날의 나타 형상에서 볼 수 있다.

아발로키테슈바라는 미얀마에서 로카낫 또는 로카뷰하르낫으로 불리며, 태국에서 로케스바라로 불리며 널리 숭배된다. 이 보살은 다른 많은 이름으로 불린다. 인도차이나와 태국에서는 로케스바라, "세상의 주님"이다. 티베트에서는 첸레직, 스퍈-라스 그직으로도 표기되며 "연민의 눈으로"라는 뜻이다. 중국에서는 이 보살이 여성 형태를 취하며 관음(콴음, 꾸아닌, 꾼윰으로도 표기됨)이라고 불리며 "세상의 소리를 듣는 자"라는 뜻이다. 일본에서는 관음이 간논 또는 간제온이고, 한국에서는 관음, 베트남에서는 꽌엄이다.

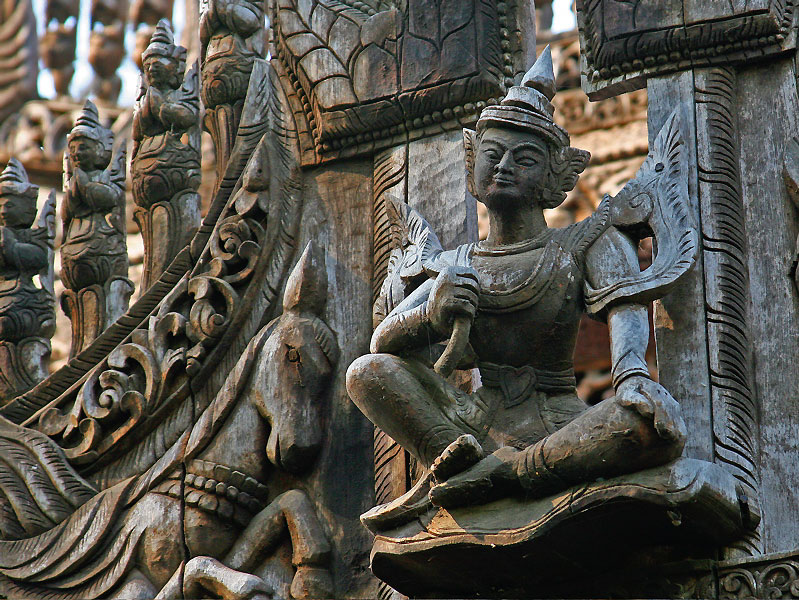
쉐난다우 수도원, 만달레이, 버마의 로카낫 목조 조각

### 현대 학계의 견해
아발로키테슈바라는 스리랑카에서 나타(Nātha)로 숭배된다. 붓다미트라(Buddamitra)의 비라솔리얌(Virasoliyam)과 같은 촐라 문학에서 발전된 타밀족 불교 전통에 따르면, 베다 현자 아가스티아는 아발로키테슈바라에게서 타밀어를 배웠다고 한다. 앞선 중국 여행가 현장은 남인도의 포탈라카산에 있는 아발로키테슈바라에게 헌정된 사원을 기록했는데, 이는 타밀 힌두 전통에서 아가스티아가 시바에게서 타밀어를 배웠다고 여기는 포티가이의 산스크리트화된 이름이다. 아발로키테슈바라 숭배는 아바야기리 비하라의 탐라파르니 대승 불교 종파의 성장과 함께 인기를 얻었다.
서구 학자들은 아발로키테슈바라 숭배의 기원에 대해 합의에 도달하지 못했다. 일부 학자들은 아발로키테슈바라가 불교의 다른 많은 초자연적 존재들과 함께 대승 불교가 힌두교의 하나 이상의 신, 특히 시바나 비슈누를 차용하거나 흡수한 결과라고 주장한다. 이는 아발로키테슈바라라는 이름에 기반한 것으로 보인다.
불경, 고대 타밀어 문헌, 현장 조사를 바탕으로 일본 학자 슈 히코사카(Shu Hikosaka)는 간다뷰하 수트라와 현장의 대당서역기에 묘사된 아발로키테슈바라의 거처인 고대 포탈라카산이 타밀 나두-케랄라 경계에 있는 암바사무드람, 티루넬벨리의 포티가이 산이라는 가설을 제안한다. 슈는 또한 포탈라카산이 고대부터 남인도 사람들에게 신성한 장소였다고 말했다. 이곳은 싯다르 아가스티아의 아가스티아 말라이에서의 전통적인 거처이다. 기원전 3세기 대왕 아소카 시대에 이 지역에 불교가 전파되면서, 이곳에 많은 은둔자들이 정착하여 점차 우세해진 불교도들에게도 성지가 되었다. 그러나 현지 주민들은 주로 타밀 정령 숭배를 따르는 사람들이었다. 타밀-불교 혼합 숭배는 아발로키테슈바라 형상의 형성으로 절정에 달했다.
로케슈바라라는 이름은 담마카라가 승려가 되어 아미타불이 되기 전에 48가지 서원을 세웠던 부처인 로케슈바라라자와 혼동해서는 안 된다.
아발로키테슈바라의 여섯 팔 형태인 진타마니차크라 또한 동아시아에서 널리 숭배된다. 진타마니차크라 다라니( 중국어: 如意寶輪王陀羅尼, 병음: Rúyì Bǎolún Wáng Tuóluóní)는 보살과 관련된 또 다른 인기 있는 다라니이다.

## 만트라와 다라니
아발로키테슈바라와 관련된 다양한 만트라와 다라니가 있다.

### 마니 만트라

OṂ MAŅI PADME HǕṂ. 티베트 문자로 쓰여진 아발로키테슈바라의 여섯 음절 만트라.

티베트 불교에서 중심 만트라는 여섯 음절의 만트라 옴 마니 파드메 훔(oṃ maṇi padme hūṃ)이며, 이는 마니 만트라라고도 불린다. 이 만트라와의 연관성 때문에 아발로키테슈바라의 한 형태는 산스크리트어로 사닥샤리("여섯 음절의 주님")라고 불린다. 마니 만트라는 동아시아 대승 불교에서도 인기가 있다. 또한 마니 만트라의 다양한 변형이 있으며, 가장 흔한 것은 oṃ maṇi padme hūṃ hrīḥ이다. 흐리흐(Hrīḥ)는 연꽃 불가와 아미타불의 종자음이다.
염주를 사용하며 이 만트라를 염송하는 것은 티베트 불교에서 가장 인기 있는 종교 수행이다. 옴 마니 파드메 훔과 관련된 또 다른 인기 있는 종교 수행은 마니차를 시계 방향으로 돌리는 것인데, 이는 이 만트라의 수많은 반복을 담고 있으며 수행자 주변의 모든 이에게 효과적으로 이익을 준다.
이 유명한 만트라와 아발로키테슈바라 간의 연결은 카란다뷰하 수트라에서 처음으로 기록된다. 이 경전은 기원후 4세기 말에서 5세기 초경으로 연대가 추정된다. 이 수트라에서 부처는 보살에게 소리에 집중하며 이 만트라를 염송하는 것이 8백 가지 삼매를 얻는 것으로 이어질 수 있다고 말한다.

### 아롤릭 만트라
동아시아 불교에서 흔히 염송되는 아발로키테슈바라의 또 다른 만트라는 "세 음절 반"(ardhacaturthākṣara)의 심장 만트라이다: "oṃ ārolik svāha" (또는 때로는 단순히 아롤릭 또는 oṁ ārolik), 이는 7세기 중국어 번역본 다라니집과 수싯티카라 수트라, 만주스리야물라칼파, 그리고 구햐사마자탄트라를 포함한 10세기 이전의 수많은 인도 문헌에서 발견된다 (ārolika, arulika 등 다양한 형태와 변형으로).
이것은 또한 진언종에서 보살의 주요 만트라이며 연꽃 불가의 주요 만트라로 간주된다.
한 문헌(대정 신수 대장경 No. 1031)은 oṁ ārolik svāhā를 7번 염송한 후 수행되는 관상 수행을 묘사하는데, 여기에는 아롤릭의 네 글자의 의미에 대한 명상이 포함된다:
1. a: 모든 법은 본래 나지 않는다 (ādyanutpanna);
2. ra: 모든 법은 더러움(rajas)과 분리되어 있다;
3. la: 모든 법에서 특성(lakṣaṇa)은 파악할 수 없다;
4. ka: 모든 법은 작용(kārya)이 없다.

아롤릭 만트라는 또한 북인도에서 발견된 일부 조각에 새겨진 것으로 발견되었다. 이 중 하나는 "ārolik oṁ hrīḥ"로 시작한다. 비하르에서 발견된 또 다른 하나는 ye dharma hetu를 포함한 다른 만트라와 "namo ratnatrayāya namo Āryāvalokiteśvarāya bodhisatvāya mahāsatvāya mahākāruṇikāya Ārolok Oṁ hriḥ hriḥ"가 뒤따랐다.
또 다른 긴 만트라는 불공의 번역본(T. 1033, 20: 9b1–7)에 나타난다:
namoratnatrayāya | nama āryāvalokiteśvarāya bodhisattvāya mahāsattvāya mahākāruṇikāya | tadyathā

padmapāṇi sara sara ehy ehi bhagavann āryāvalokiteśvara ārolik | 
중국어에서 oṃ ārolik svāha는 Ǎn ālǔlēi jì suōpóhē (唵 阿嚕勒繼 娑婆訶)로 발음된다. 한국어에서는 Om aroreuk Ge Sabaha (옴 아로늑계 사바하)로 발음된다. 일본어에서는 On arori kya sowa ka (おん あろりきゃ そわか)로 발음된다.

### 다라니
카란다뷰하 수트라는 또한 수트라 텍스트의 끝에 나타나는 준제의 다라니가 처음으로 등장하는 특징을 가지고 있다. 보살이 만트라 "oṃ maṇipadme hūṃ"으로 마침내 삼매를 얻은 후, 그는 77 코티의 완전히 깨달은 부처들이 준제 다라니로 한목소리로 그에게 응답하는 것을 볼 수 있다: namaḥ saptānāṃ samyaksaṃbuddha koṭīnāṃ tadyathā, oṃ cale cule cunde svāhā.
지장경은 아발로키테슈바라를 위한 82음절 다라니로, 대비주로도 알려져 있다. 이것은 동아시아 불교에서 매우 인기가 있다. 동아시아 불교에서 또 다른 인기 있는 아발로키테슈바라 다라니는 십일면 관음 심다라니경이다. 이 다라니는 십일면으로 알려진 아발로키테슈바라의 열한 얼굴 형태와 관련이 있으며, 여섯 관음 형태 중 하나이다.

### 동아시아의 염불과 구절
동아시아 불교에서 아발로키테슈바라의 가장 인기 있는 형태는 여성 백의 관음이다. 동아시아 불교 신자들이 널리 염송하고 암송하는 흔한 구절은 다음과 같다:
| 중국어               | 南無觀世音菩薩                                                   |
| 관화 발음 (병음)     | Námó Guānshìyīn Púsà                                             |
| 일본어 발음 (로마자) | Namu Kanzeon Bosatsu                                             |
| 영어 의미            | 관세음보살에게 귀의한다 (南無는 산스크리트어 नमो namo에서 차용됨) |

또한 보통 "백의관음"(백의관음) 경이나 만트라(주)라고 불리는 더 긴 염불들이 있다. 가장 잘 알려진 것은 "백의관음 신주"(약 11세기)이다. 이 더 긴 만트라는 다음과 같다:
| 중국어                                                             | 관화 병음                                                                                           | 번역 |
| ------------------------------------------------------------------ | --------------------------------------------------------------------------------------------------- | --- |
| 南無 大慈 大悲 救苦 救難 廣大 靈感 觀世音 菩薩                     | Námó dàcí dàbēi jiùkǔ jiùnàn guǎngdà línggǎn Guānshìyīn púsà                                        | 자비롭고 위대하며, 고통과 어려움에서 중생을 구하는 관세음보살에게 귀의한다.                                        |
| 南無 佛，南無 法，南無 僧                                          | Námó Fó, Námó Fǎ, Námó Sēng                                                                         | 부처님께 귀의한다, 법에 귀의한다, 승가에 귀의한다.                                                                 |
| 南無 救苦 救難 觀世音 菩薩                                         | Námó jiùkǔ jiùnàn Guānshìyīn púsà                                                                   | 고통과 어려움에서 중생을 구하는 관세음보살에게 귀의한다                                                            |
| 怛垤哆唵, 伽囉伐哆, 伽囉伐哆, 伽訶佛哆, 囉伽佛哆, 囉伽佛哆, 娑婆訶 | DA ZHI DUO ONG, QIE LA FA DUO, QIE LA FA DUO, QIE HE FA DUO, LA QIE FA DUO, LA QIE FA DUO, SA PO HE | (산스크리트 만트라: Tadyatha Om, khara varta, khara varta, gaha varta, raga varta, raga varta, Svaha)              |
| 天羅神, 地羅神, 人離難, 難離身, 一切 災殃 化 為塵                  | Tiān luó shén, Dì luó shén, Rén lí nán, Nán lí shēn, Yīqiè zāiyāng huà wéichén                      | 하늘 신과 땅 신이여, 사람들이 어려움에서 벗어나고, 그들의 고난이 사라지며, 모든 재앙과 재난이 먼지로 변하게 하소서 |
| 南無 摩訶 般若波羅蜜                                               | Námó Móhē Bōrěbōluómi                                                                               | 마하반야바라밀에게 귀의한다                                                                                        |

관음의 또 다른 인기 있는 다라니는 아이들과 출산에 대한 그녀의 힘과 관련이 있다. 이것은 "백의관음 심오인 다라니경"이라고 불린다.
일본 불교에서 간논 또는 간제온(관음)에게 바치는 인기 있는 더 긴 염불은 십구 관음경(十句觀音經)으로, "10구 관음경"이다. 그 내용은 다음과 같다:
| 일본 한자  | 일본어 로마자      | 번역                                     |
| ---------- | ------------------ | ---------------------------------------- |
| 觀世音     | kan ze on          | 관세음                                   |
| 南無佛     | na mu butsu        | 부처님께 귀의한다                        |
| 與佛有因   | yo butsu u in      | 부처님과 인연을 맺었으니,                |
| 與佛有縁   | yo butsu u en      | 부처님과 업연이 있으니,                  |
| 佛法僧縁   | butsu ho so en     | 부처, 법, 승가와 업연이 있으니           |
| 常樂我淨   | jo raku ga jo      | 따라서 영원성, 안락, 자아, 청정을 얻으리 |
| 朝念觀世音 | cho nen kan ze on  | 아침에는 관세음을 생각하고,              |
| 暮念觀世音 | bo nen kan ze on   | 저녁에는 관세음을 생각하라.              |
| 念念從心起 | nen nen ju shin ki | 생각 생각은 마음에서 일어나니;           |
| 念念不離心 | nen nen fu ri shin | 생각 생각은 마음을 떠나지 않네.          |

## 화신

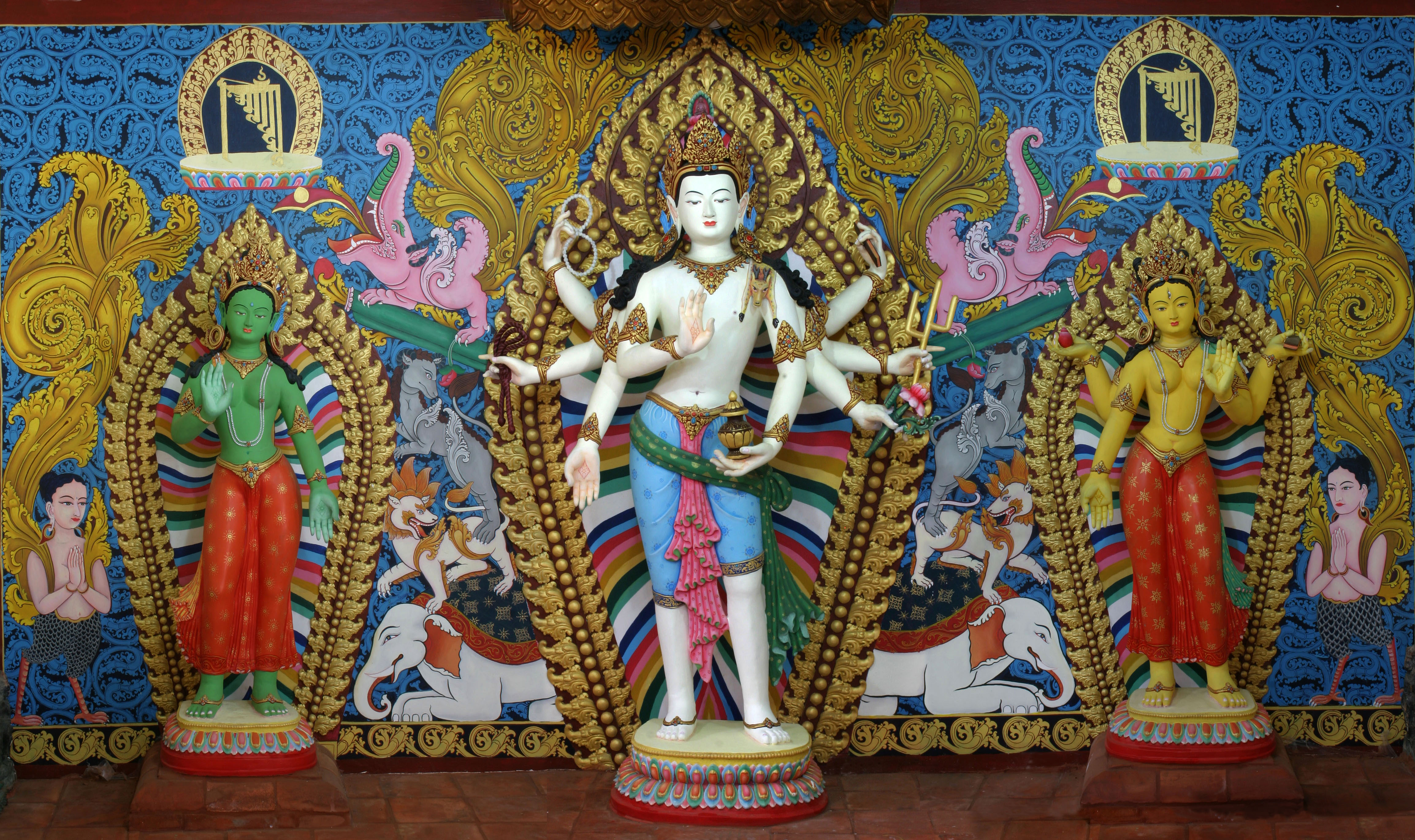
아리아 타라와 브리쿠티 타라 옆에 안치된 아모가파샤 로케스바라 점토상, 바수차 실 마하비하라, 구이타 바히, 파탄: 이 조각상 세트는 카트만두 계곡, 네팔의 전통 사원에서 인기가 있다.

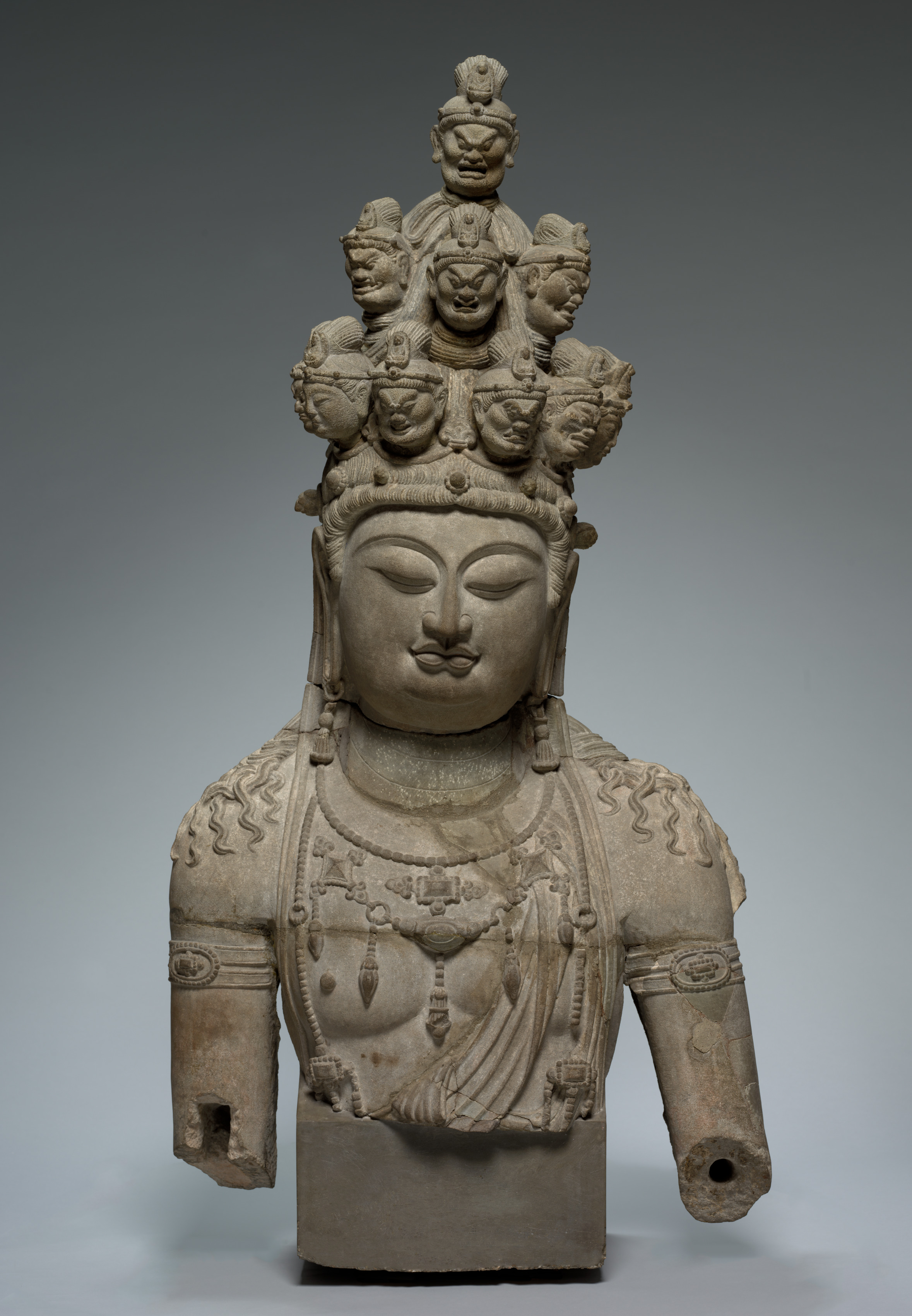
십일면 아발로키테슈바라

아발로키테슈바라는 그림과 문헌에서 그와 직접적으로 관련된 지혜 여신(비댜스)을 포함하여 믿을 수 없을 만큼 많은 형태, 화신 또는 현현을 가지고 있다.
더욱이, 적어도 두 명의 독립적인 여성 불교 신, 준제와 타라도 나중에 아발로키테슈바라와 관련되게 되었으며(심지어 그의 현현으로 여겨지기도 했다).
더 일반적으로 언급되는 몇 가지 형태는 다음과 같다:
| 산스크리트 이름           | 의미                                           | 묘사                                                       |
| ------------------------- | ---------------------------------------------- | ---------------------------------------------------------- |
| Āryāvalokiteśvara         | 고귀한 아발로키테슈바라                        | 보살의 근본 형태                                           |
| 차투르부자 로케슈바라     | "네 팔" 로케슈바라                             | 두 손은 아난잘리 자세, 한 손은 연꽃, 다른 손은 염주를 든다 |
| Padmapani                 | 손에 연꽃을 든 자                              | 화병과 연꽃을 든다                                         |
| Ekādaśamukha              | 십일면                                         | 10개의 존재 평면의 모든 이들을 가르치기 위한 추가 얼굴     |
| Sahasrabhuja              | 천수천안 아발로키테슈바라                      | 하얀색, 여러 팔로 많은 상징물을 들고 있다                  |
| Sahasranetra              | 천 개의 눈                                     | 손에 눈이 달린 여러 팔로 흔히 묘사된다                     |
| 진타마니차크라            | 여의륜                                         | 여의보주(진타마니)와 바퀴(법륜)를 든다                     |
| 하야그리바                | 말 목을 가진 자                                | 분노상; 동시에 보살이자 명왕                               |
| Amoghapāśa                | 실패 없는 올가미                               | 밧줄과 그물을 가진 아발로키테슈바라                        |
| Nīlakaṇṭhāvalokiteśvara   | 어두운 파란색 목                               | 어두운 파란색                                              |
| Siṃhanādalokeśvara        | 사자의 목소리를 가진 주님                      | 포효하는 사자 위에 앉아 있다                               |
| Harihariharivāha          | 세 겹의 하리                                   | 비슈누와 가루다와 함께 나타난다                            |
| Sṛṣṭikartā Lokeśvara      | 창조 과정의 아발로키테슈바라                   | 붉은색, 수많은 천신을 화신하는 모습으로 묘사된다           |
| Jinasagara Avalokiteśvara | 승리자의 바다, "붉은 첸레직"으로도 알려져 있다 | 금강승 형태, 종종 여성 배우자와 함께 묘사된다              |
| Khasarpaṇi Lokeśvara      | "하늘 나는 자" 로케슈바라                      | 하얀색, 두 팔, 연꽃을 든다                                 |
| 가나파티                  | 가네샤                                         |                                                            |
| Bhṛkuti                   | 사나운 눈                                      |                                                            |
| Sadakṣarī                 | 여섯 음절                                      |                                                            |
| Śvetabhagavatī            | 하얀 주님                                      |                                                            |
| Udakaśrī                  | 상서로운 물                                    |                                                            |
| Lokanātha Kala Lokeshvara | 세상의 주님, 검은 로케슈바라                   | 12개의 팔을 가진 분노상 밀교 형태                          |

### 천수관음

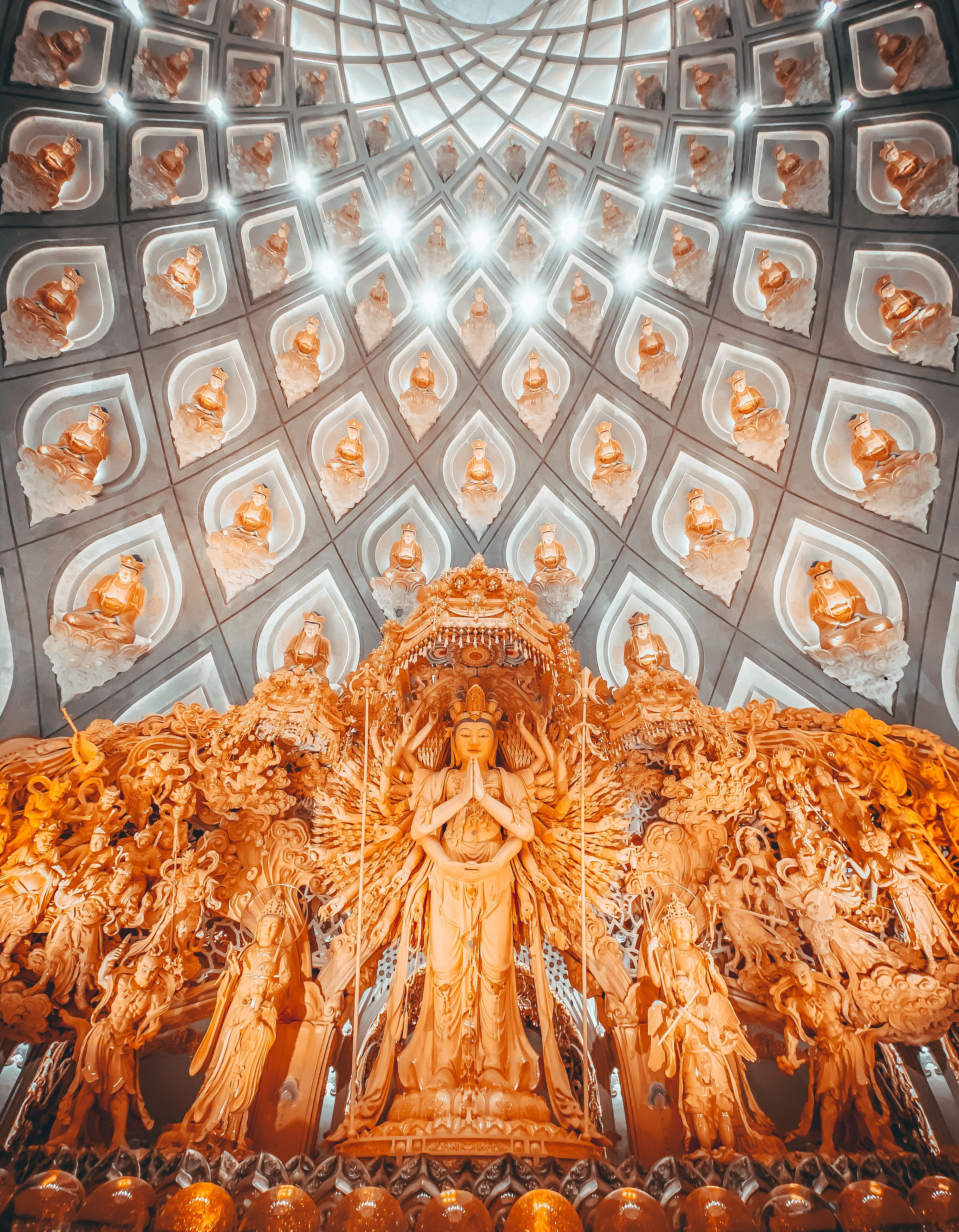
푸퉈산 관음 도량, 저장성, 중국의 천수관음(Qianshou Guanyin, Sahasrabhuja)과 십일면 관음(Shiyimian Guanyin, Ekādaśamukha) 사당

한 저명한 불교 설화는 아발로키테슈바라가 모든 중생을 윤회에서 해탈시키기 전까지는 쉬지 않겠다고 서원했다고 전한다. 끊임없는 노력에도 불구하고 그는 아직 구원받지 못한 불행한 중생들이 많다는 것을 깨닫는다. 그렇게 많은 존재들의 필요를 이해하려고 애쓴 끝에 그의 머리가 열한 조각으로 갈라진다. 아미타불은 그의 고통을 보고 그에게 고통받는 이들의 울음소리를 들을 열한 개의 머리를 준다. 이 울음소리를 듣고 이해한 후, 아발로키테슈바라는 도움이 필요한 모든 이에게 손을 내밀려 하지만 그의 두 팔이 산산조각 나는 것을 발견한다. 다시 한 번, 아미타불이 그를 도우러 와서 고통받는 무리를 돕기 위해 천 개의 팔을 부여한다.

### 우주적 마헤슈바라("위대한 주님")로서의 아발로키테슈바라

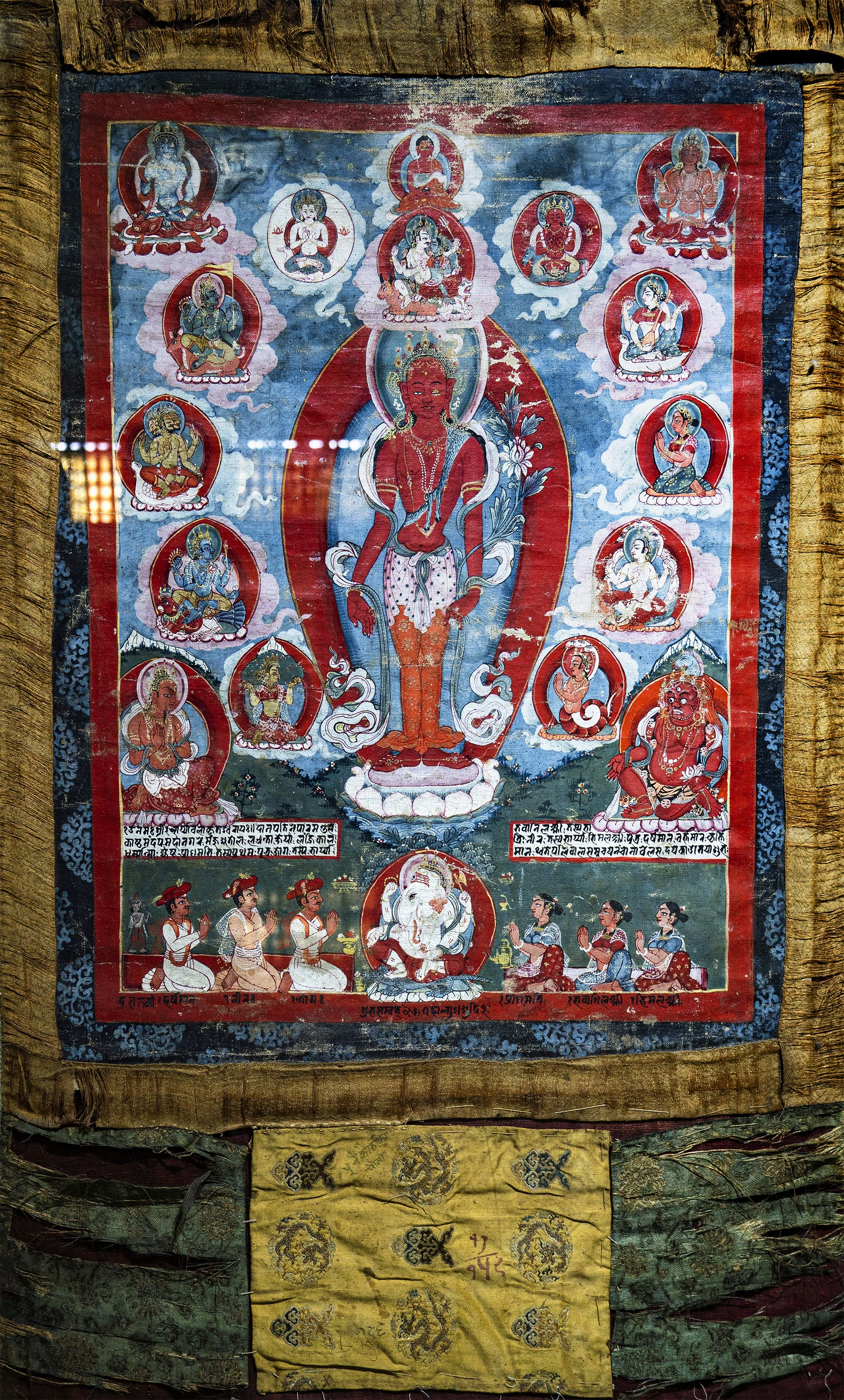
스리스티카르타 로케슈바라(창조 과정의 아발로키테슈바라), 보살이 스리스티카르타(창조자)의 형태를 취하여 중생의 이익을 위해 모든 힌두 신들을 화신하는 모습.

다양한 대승 문헌에 따르면, 수많은 힌두 신들이 아발로키테슈바라의 화신으로 간주된다. 예를 들어, 카란다뷰하 수트라에서는 비슈누, 시바, 브라흐마, 사라스와티가 모두 아발로키테슈바라에게서 나왔다고 한다. 해당 구절은 다음과 같이 말한다:
아디티야와 찬드라는 그의 눈에서 나왔고, 마헤슈바라는 그의 이마에서 나왔으며, 나라야나는 그의 심장에서 나왔고, 여신 사라스와티는 그의 송곳니에서 나왔고, 바유는 그의 입에서 나왔으며, 다라니는 그의 발에서 나왔고, 바루나는 그의 배에서 나왔다.
유사한 방식으로 닐라칸타와 하리하라 같은 힌두 신들은 지장경에서 아발로키테슈바라의 형태 또는 관련 보살로 언급된다 (본문은 명확하지 않지만, 전통적으로 이들은 아발로키테슈바라의 다양한 이름이나 형태로 해석되어 왔다).
알렉산더 스터드홀름(Alexander Studholme)은 이러한 출처들이 푸라나 힌두교와 그것의 이슈바라("주님") 및 마헤슈바라("위대한 주님") 개념의 영향을 받았다고 썼는데, 이 두 용어는 초월적이고 편재하는 존재를 가리킨다. 마헤슈바라라는 이름은 카란다뷰하수트라에서 아발로키테슈바라에게 세 번 적용되며, 일부 구절에서는 푸라나가 비슈누나 시바를 묘사하는 방식과 유사하게 거대한 인간으로 묘사된다. 그러나 이 불교 신화는 아발로키테슈바라가 어떻게 모든 신(데바)을 탄생시키는지에만 초점을 맞추며, (힌두 이슈바라처럼 우주를 창조하는) 진정한 창조신으로 묘사되지 않는다. 대신 그는 중생을 불성으로 이끌기 위한 방편으로서 무수히 많은 방식으로 현현하는 위대한 우주적 존재로 묘사된다.

## 티베트 불교의 신앙
아발로키테슈바라는 티베트 불교에서 중요한 신이다. 그는 금강승 가르침에서 부처로 여겨진다.
티베트 불교에서 타라는 아발로키테슈바라가 흘린 한 방울의 눈물에서 존재하게 되었다. 눈물이 땅에 떨어져 호수를 만들었고, 호수에서 연꽃이 피어나 타라를 드러냈다. 이 설화의 또 다른 버전에서는 타라가 아발로키테슈바라의 심장에서 나온다. 어느 버전에서든 타라를 존재로 현현시키는 것은 아발로키테슈바라의 자비의 흘러넘침이다.
달라이 라마와 카르마파를 포함한 특정 살아있는 툴쿠 계승자들은 많은 티베트 불교 신자들에게 아발로키테슈바라의 현현으로도 여겨진다.

## 갤러리

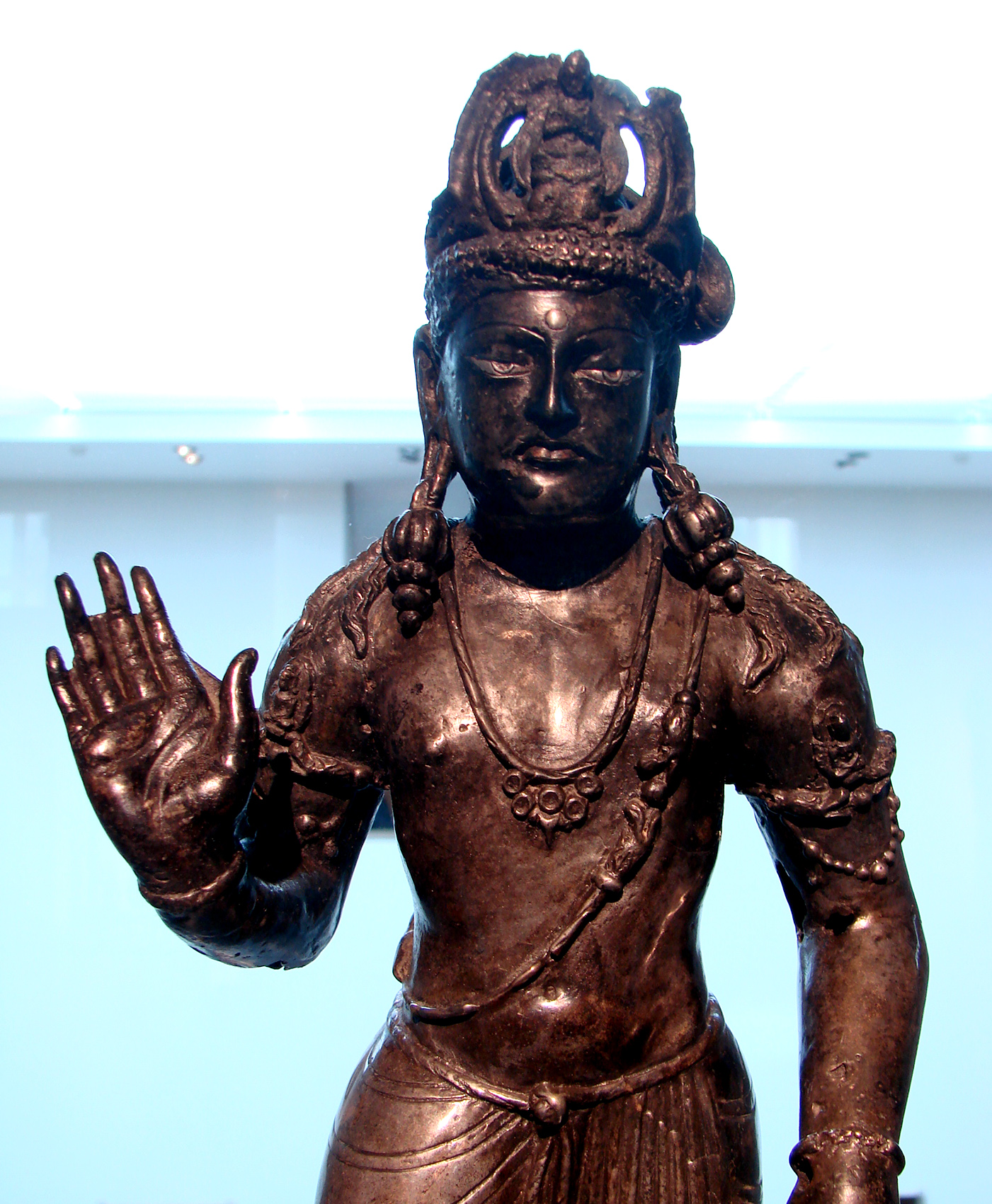
간다라 아발로키테슈바라상, 아바야 무드라. 기원후 3세기.
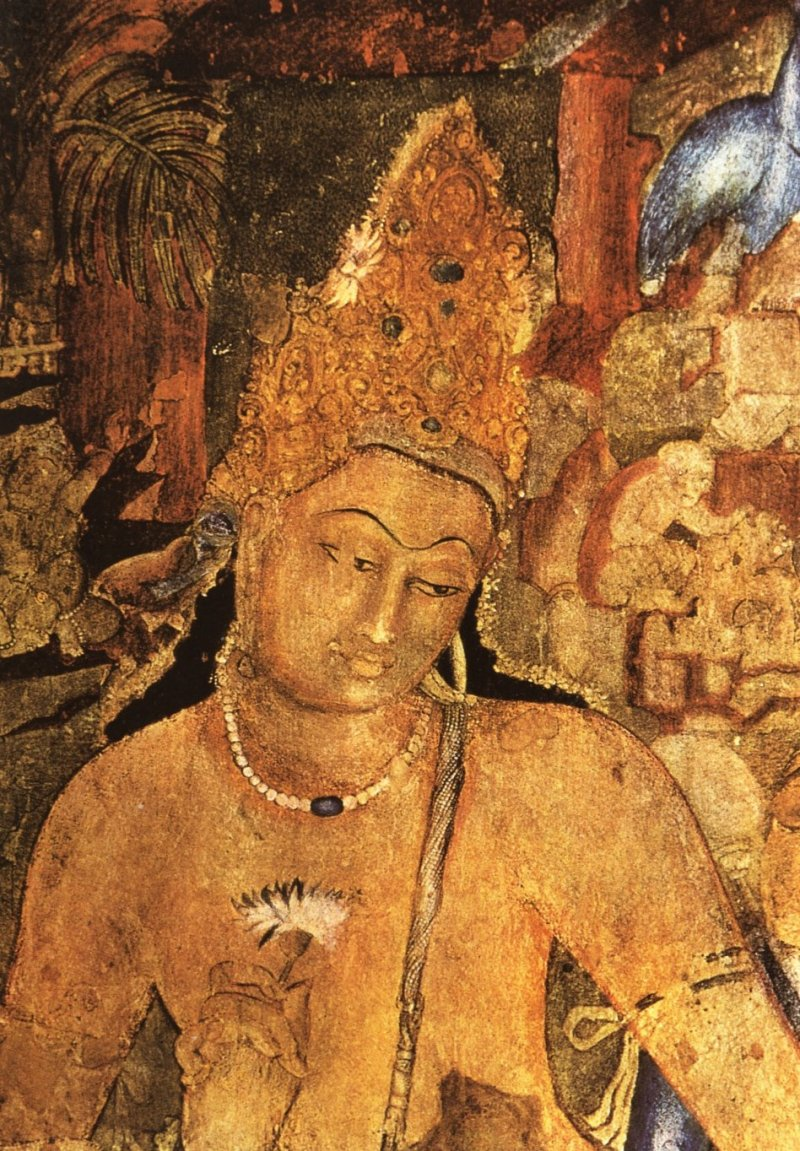
아잔타 석굴 벽에 그려진 아발로키테슈바라 인도 동굴 벽화. 기원후 6세기.
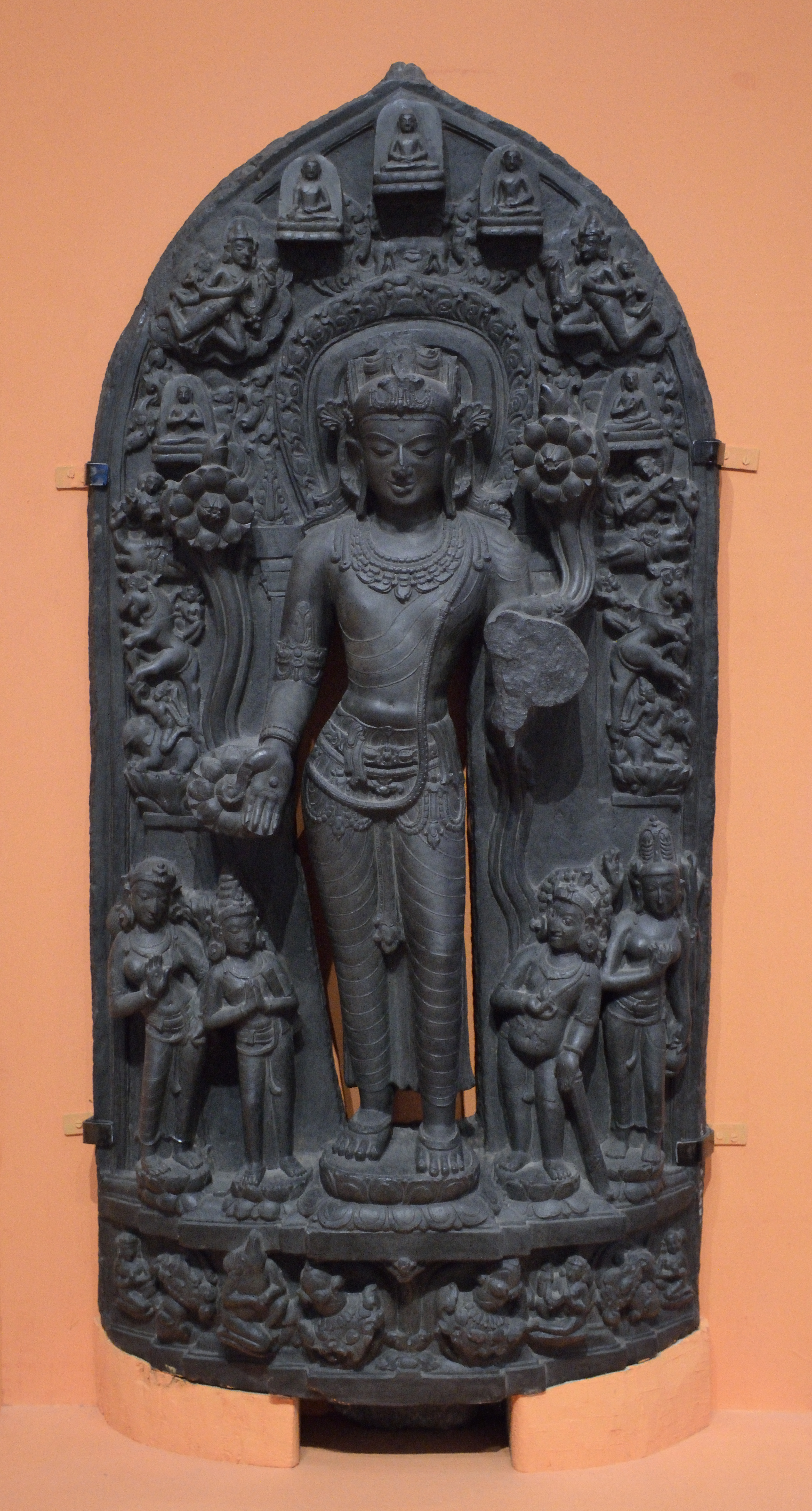
아발로키테슈바라, 기원후 11세기-12세기경, 팔라 시대.
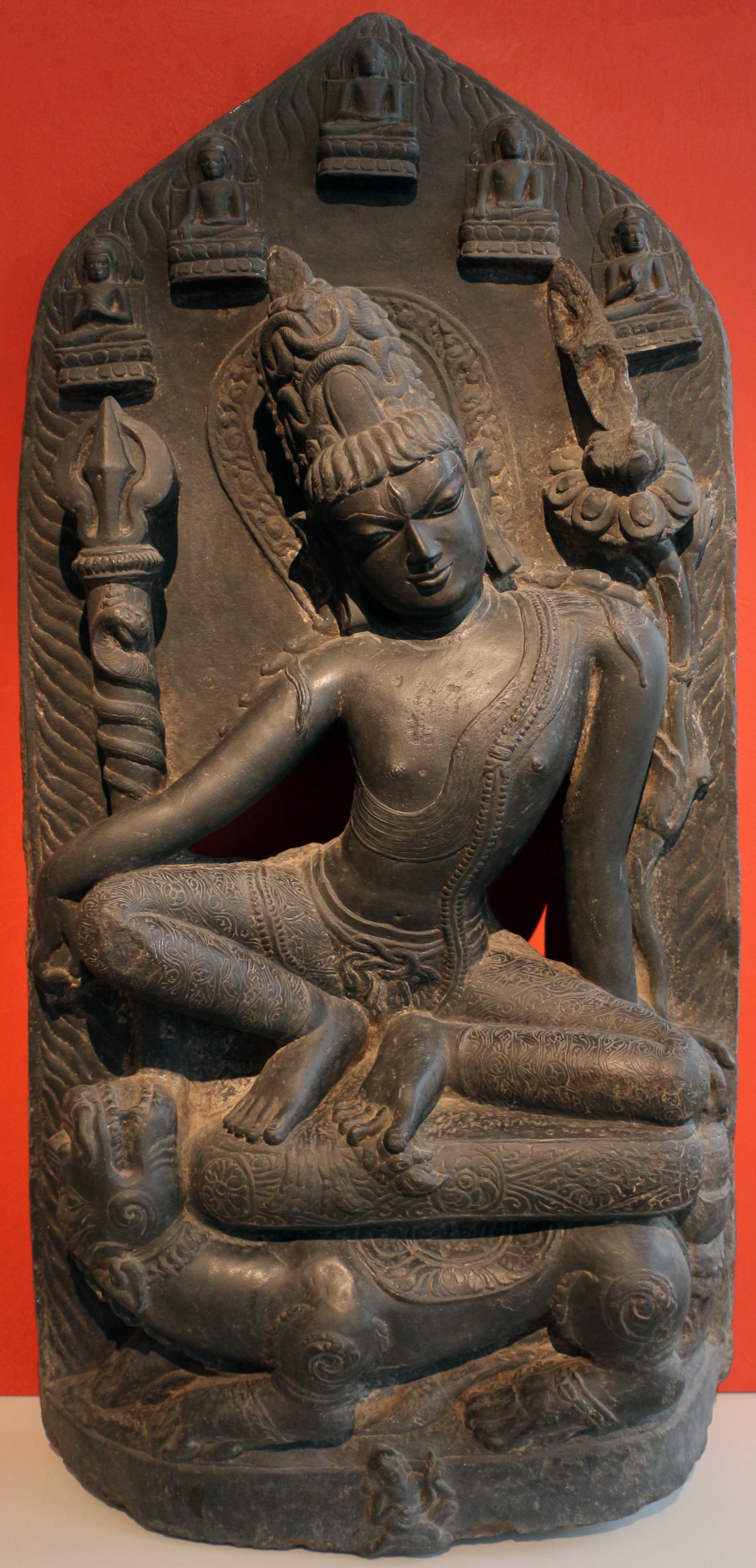
아발로키테슈바라, 팔라 시대.
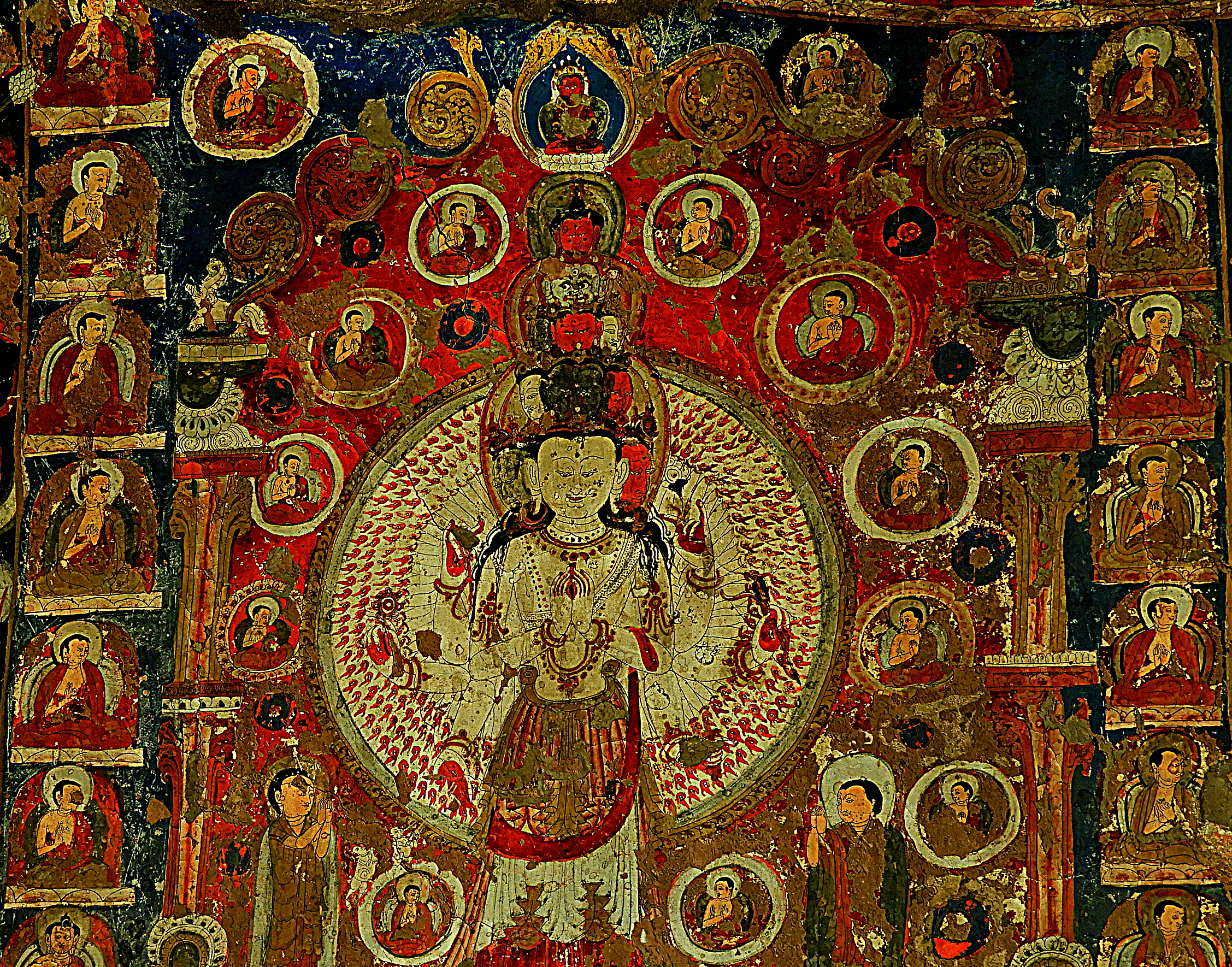
인도 라다크의 사스폴 석굴(곤-닐라-푸크 석굴 사원 및 요새)에 있는 기원후 13세기-15세기 천수관음상.
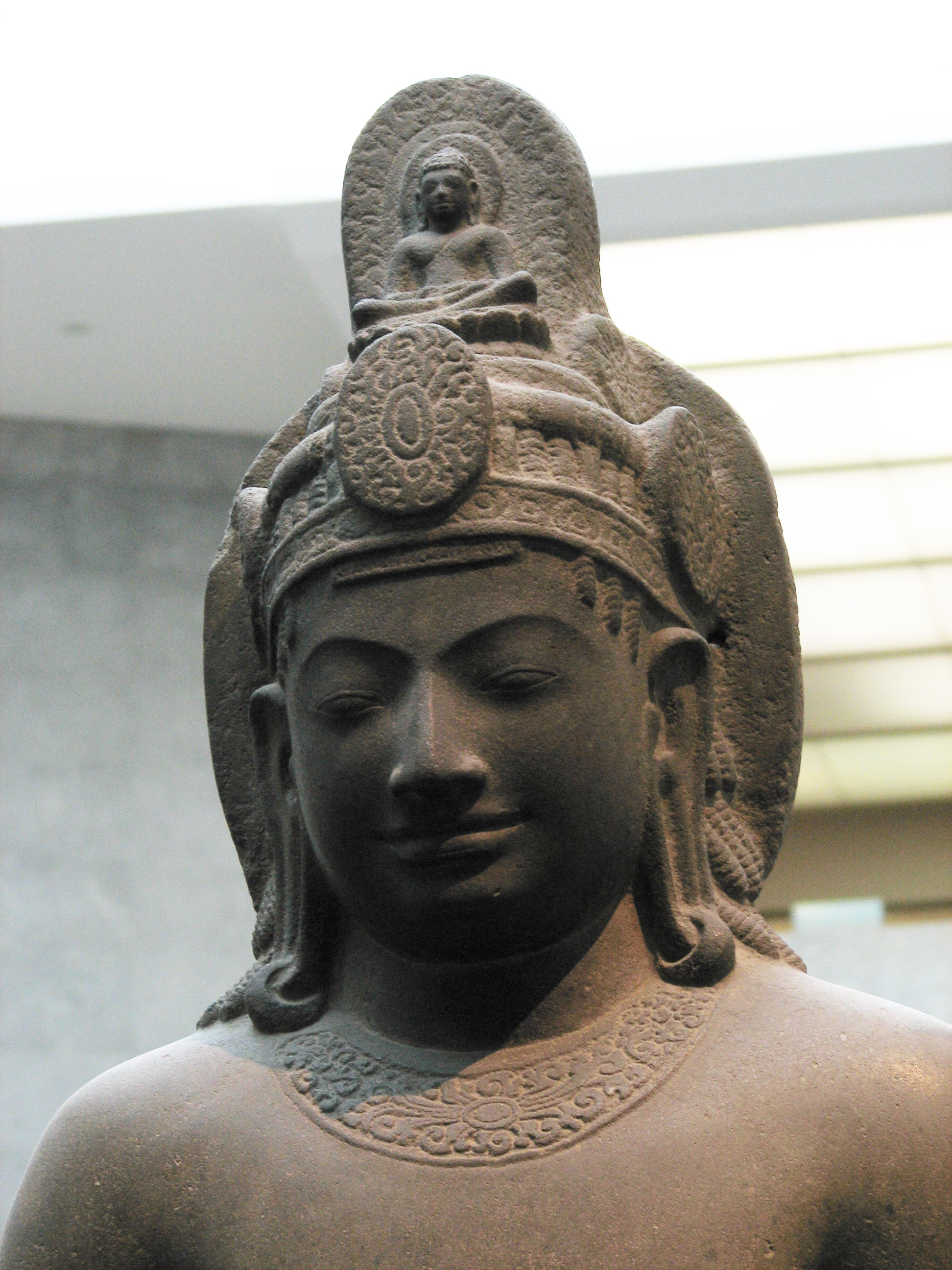
캄보디아 아발로키테슈바라상. 사암, 기원후 7세기.
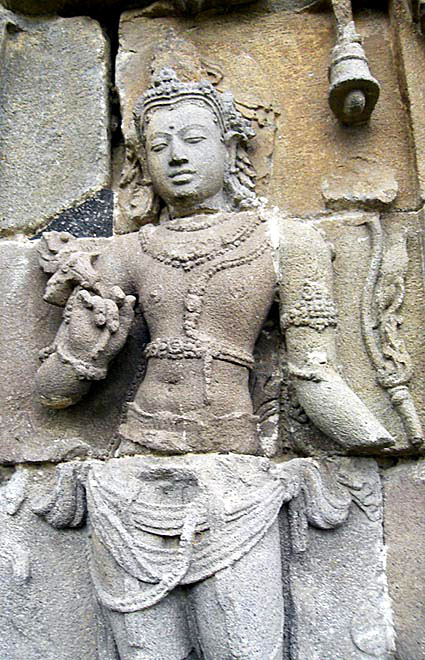
연꽃을 든 파드마파니. 8-9세기 사일렌드라 예술, 플라오산 사원, 자바, 인도네시아.
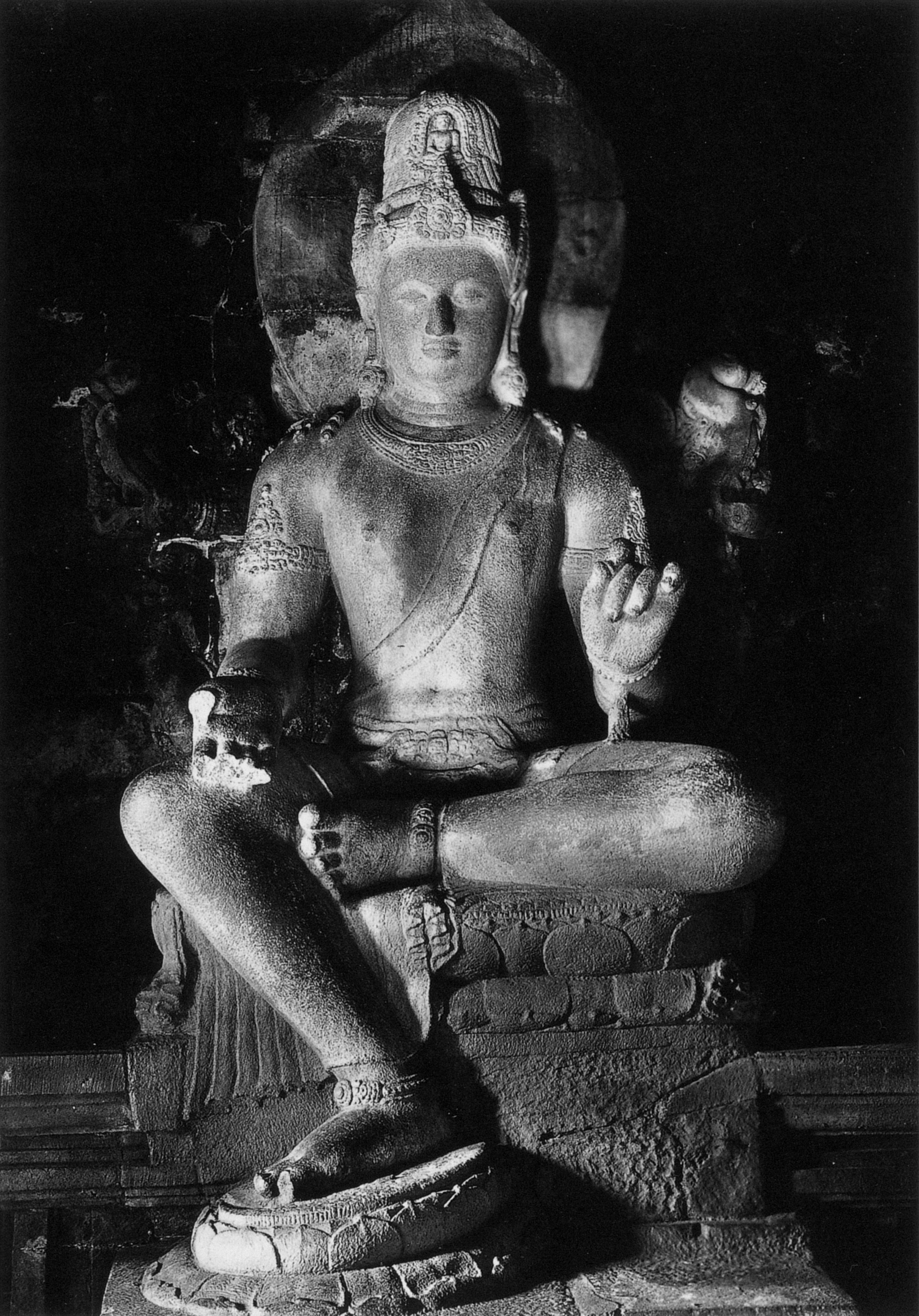
멘두트 사원의 아발로키테슈바라 안산암상, 9세기 초 사일렌드라 예술, 자바, 인도네시아.
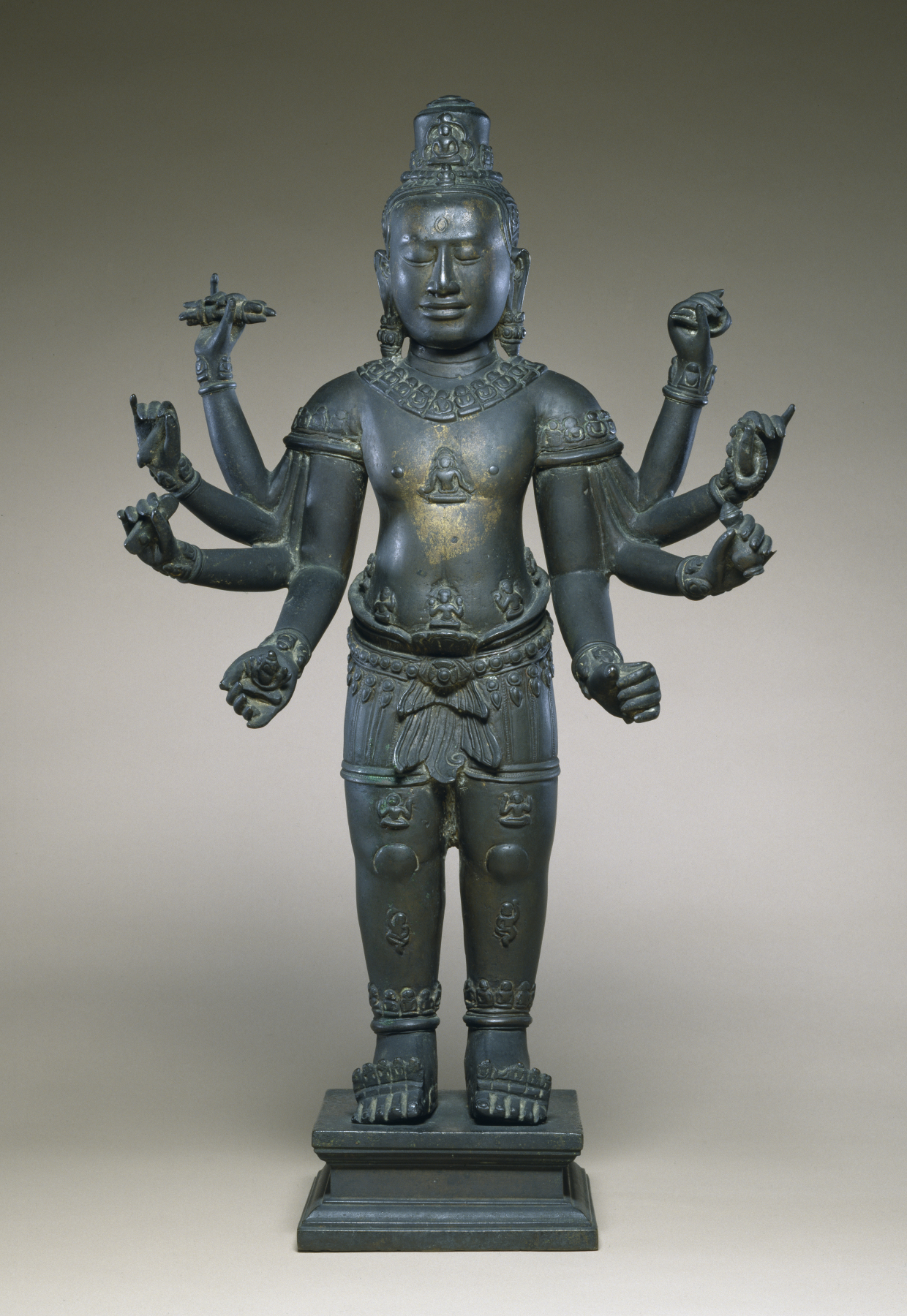
팔팔 아발로키테슈바라, 12-13세기경 (바욘). 월터스 미술관.
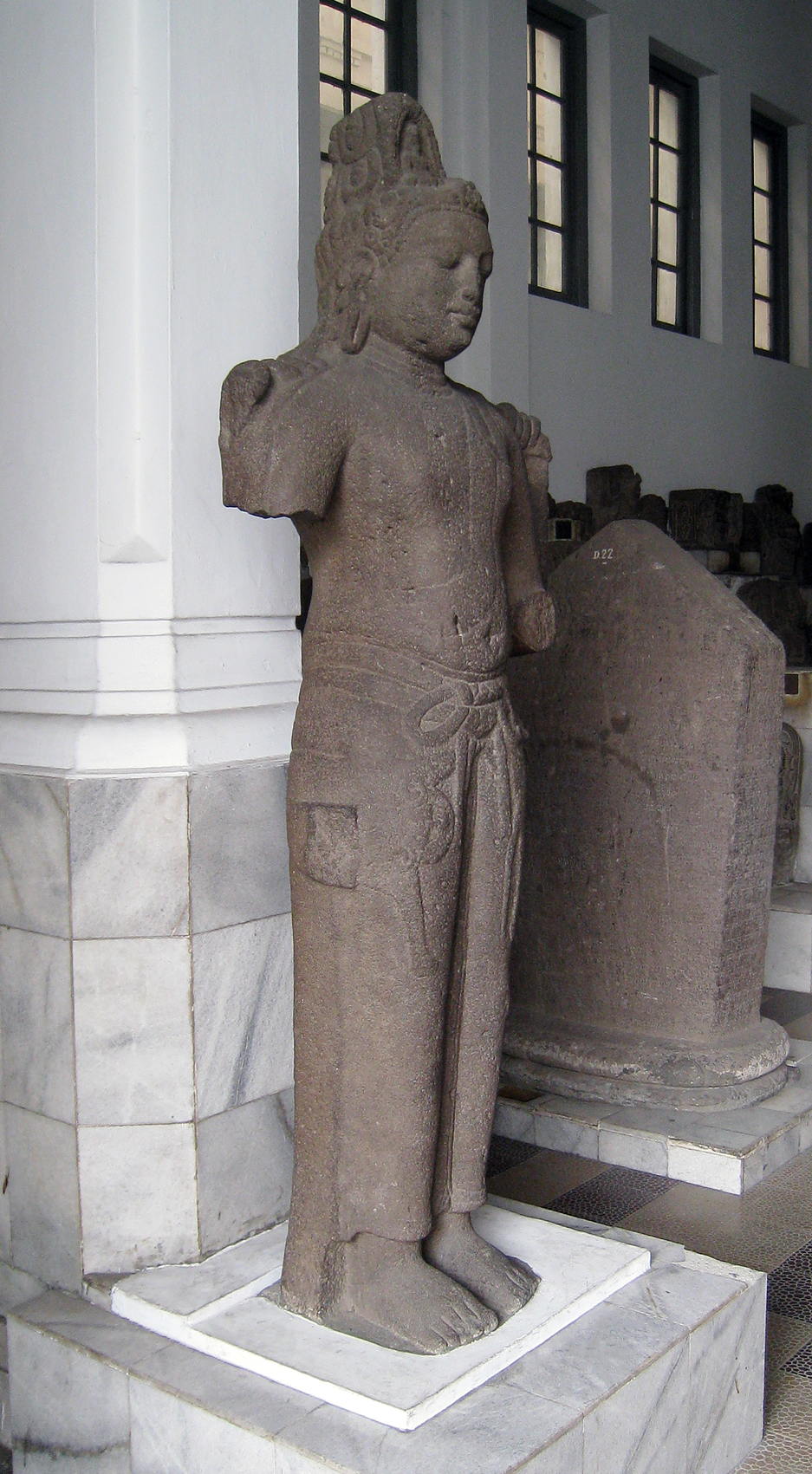
빙인 융굿, 무시 라와스, 남수마트라의 아발로키테슈바라. 스리위자야 예술 (기원후 8-9세기경)
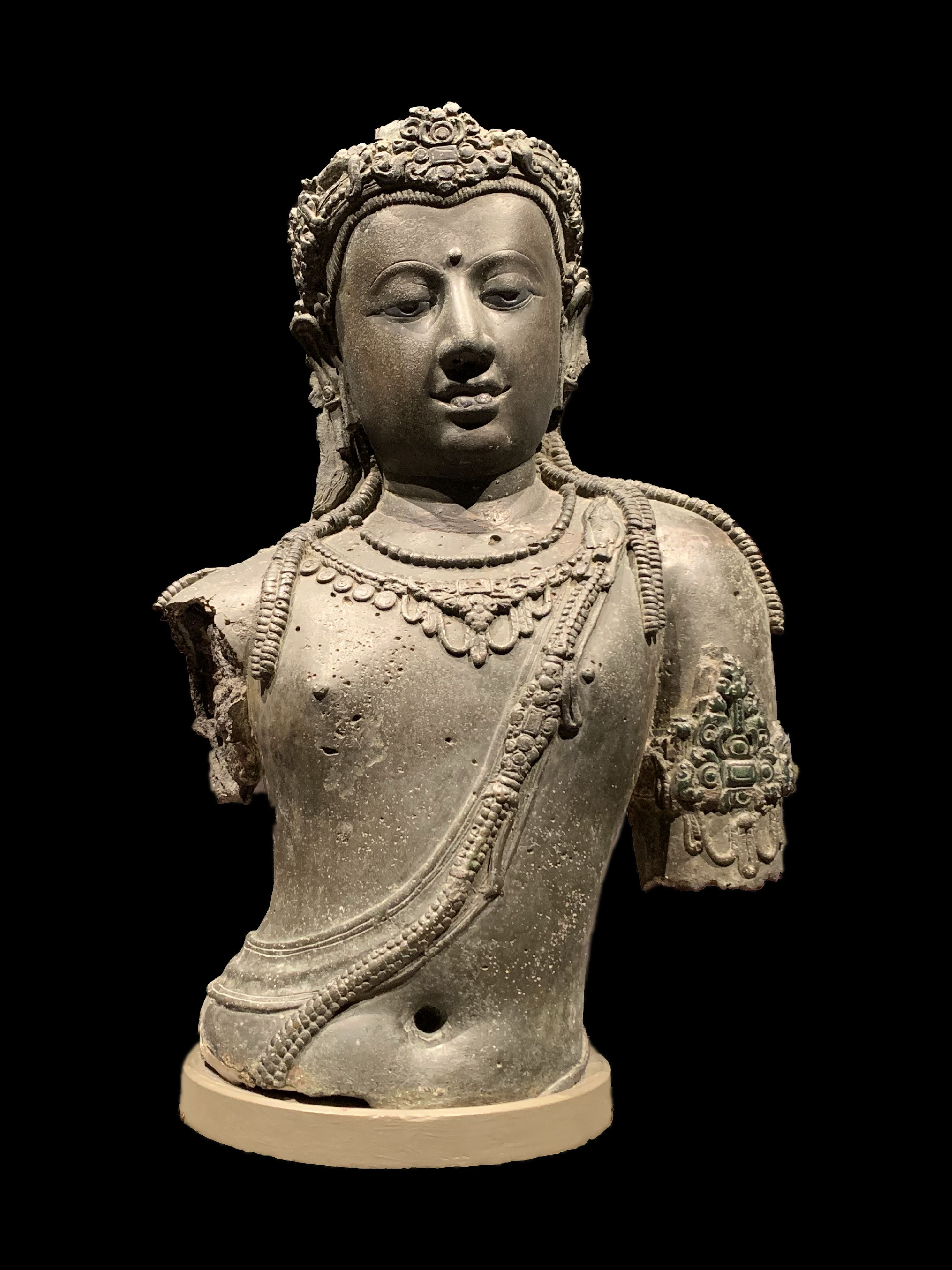
청동 토르소 차이야의 아발로키테슈바라, 기원후 8세기 스리위자야 예술, 차이야군, 수랏타니 주, 태국 남부.
태국 왕 아난다 마히돌의 국새는 차이야군, 수랏타니 주에서 발견된 아발로키테슈바라 파드마파니의 스리위자야 조각상에 기반한 보살 그림을 보여준다.
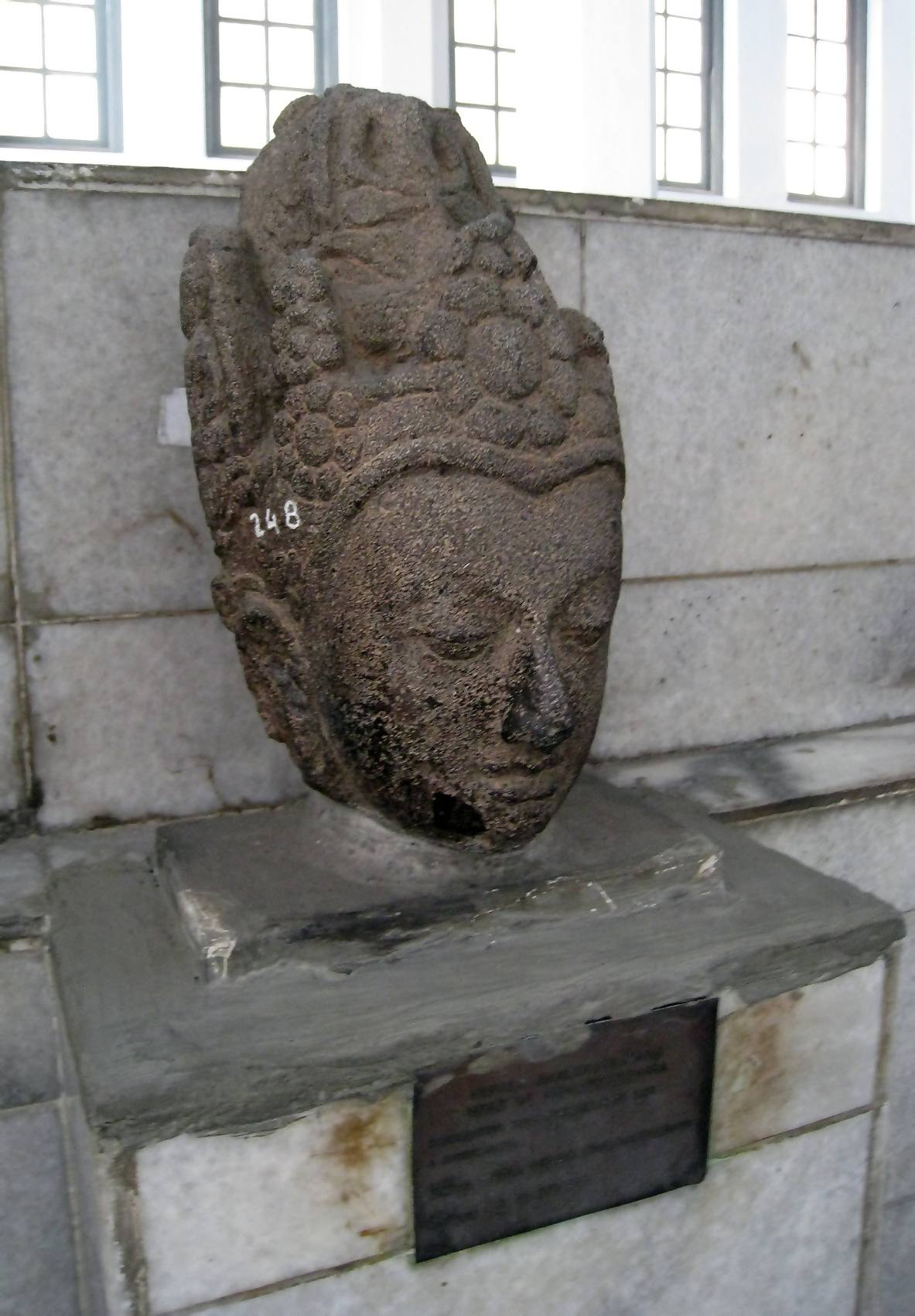
아체에서 발견된 아발로키테슈바라 석두. 스리위자야, 9세기 추정.
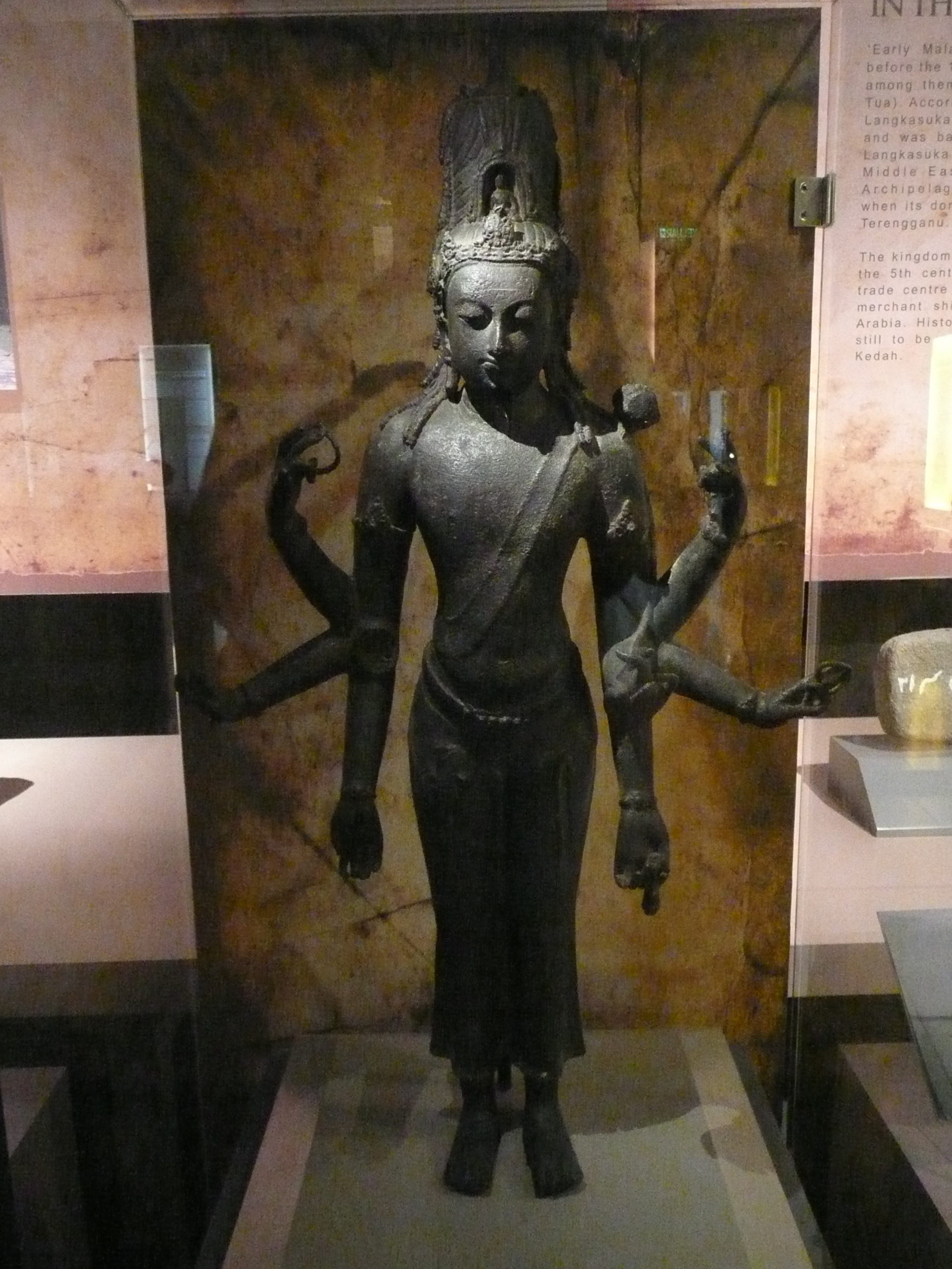
말레이시아 아발로키테슈바라상. 비도르, 기원후 8-9세기.
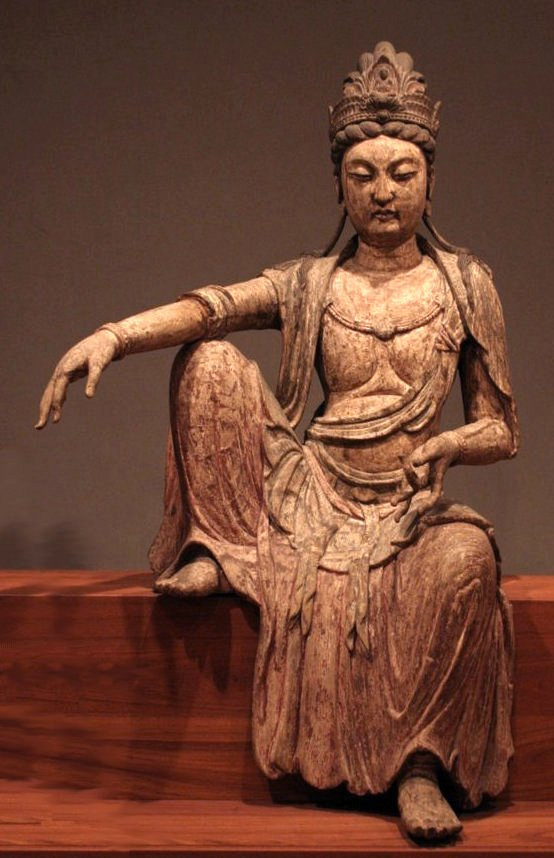
중국 바다를 굽어보는 아발로키테슈바라상, 기원후 1025년경.
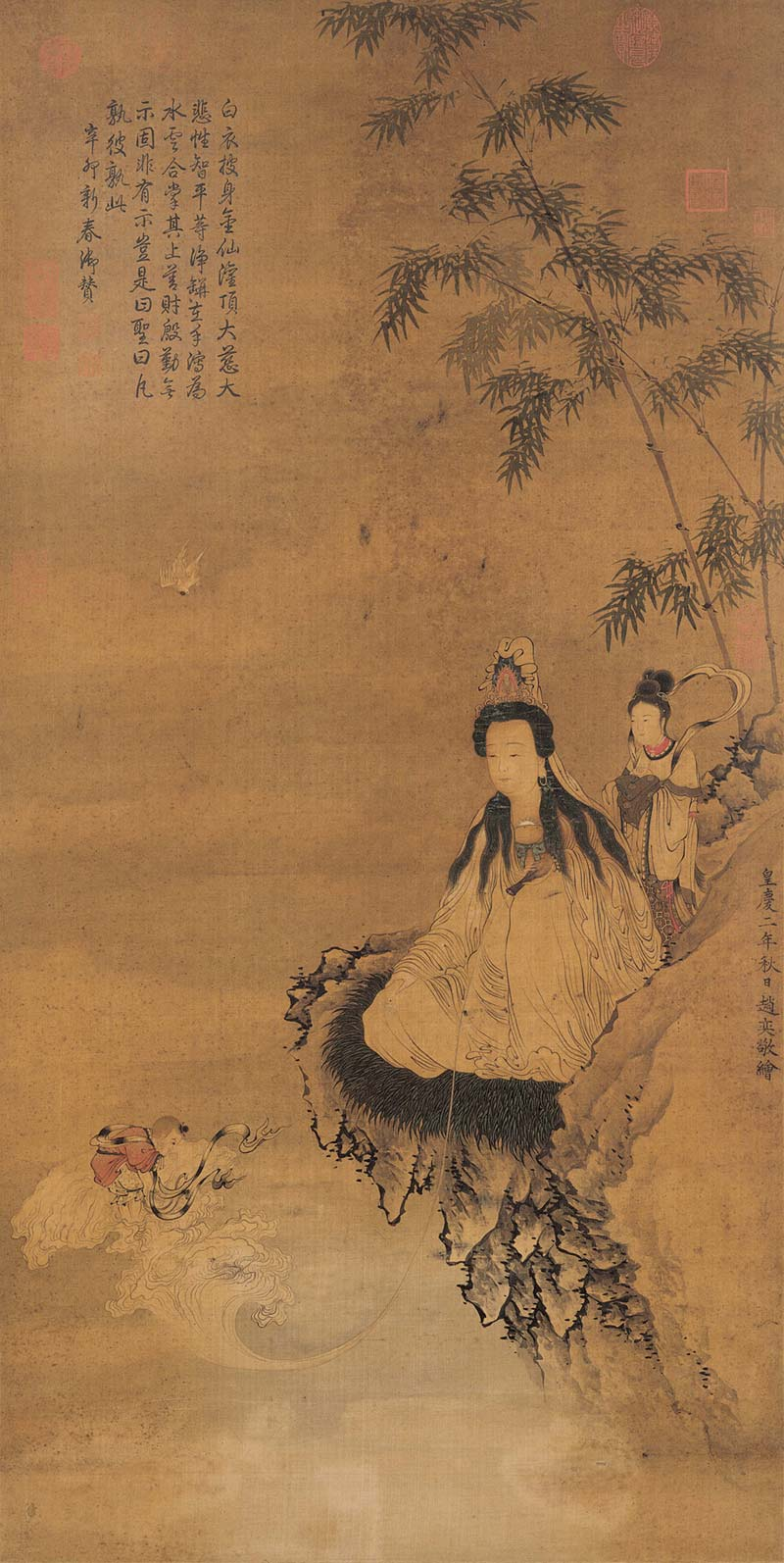
중국 족자, 선재동자, 아발로키테슈바라, 용녀, 원나라.
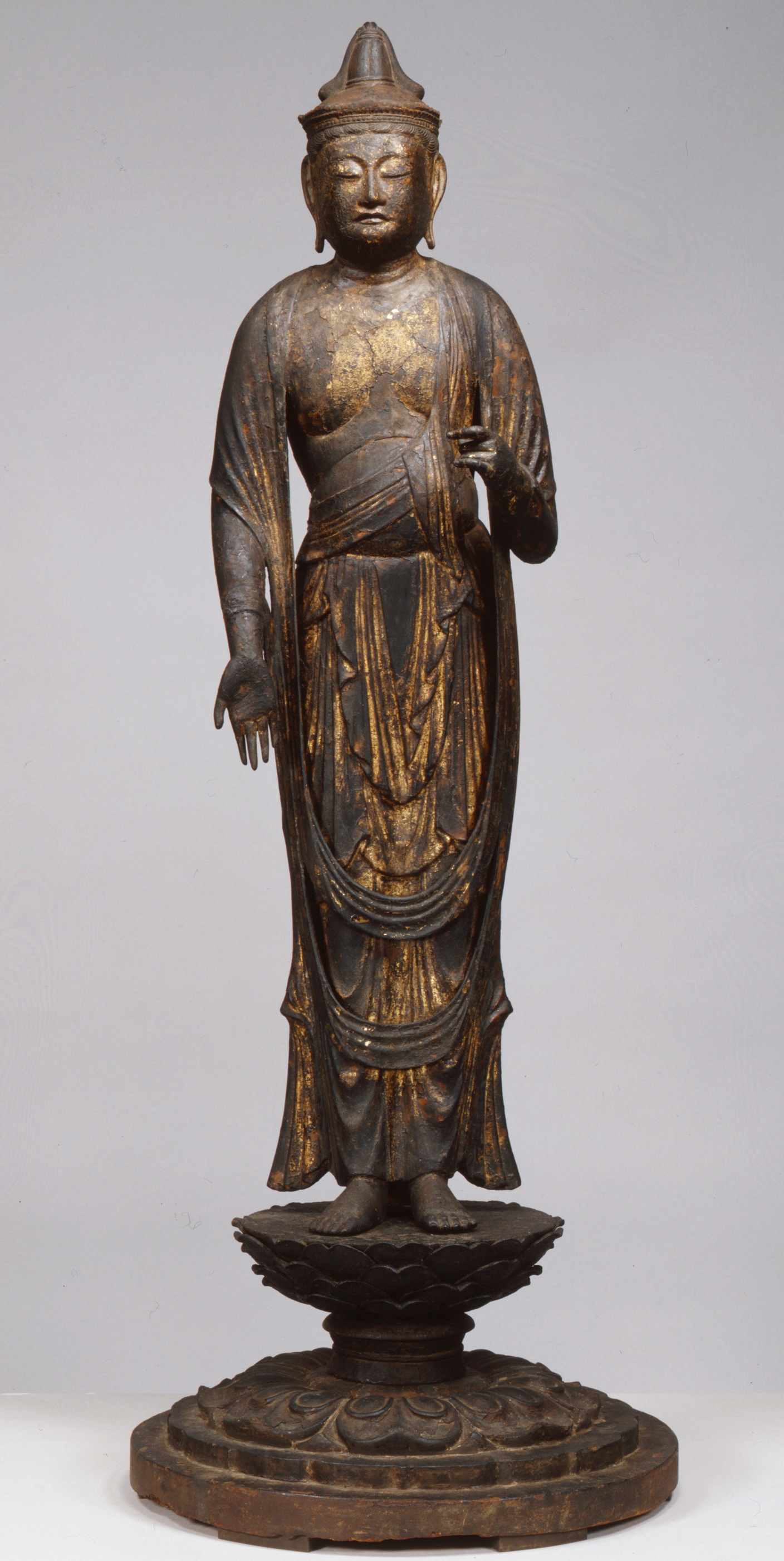
서 있는 간논 보살 (아발로키테슈바라), 12세기, 헤이안 시대, 도쿄 국립 박물관, 일본.
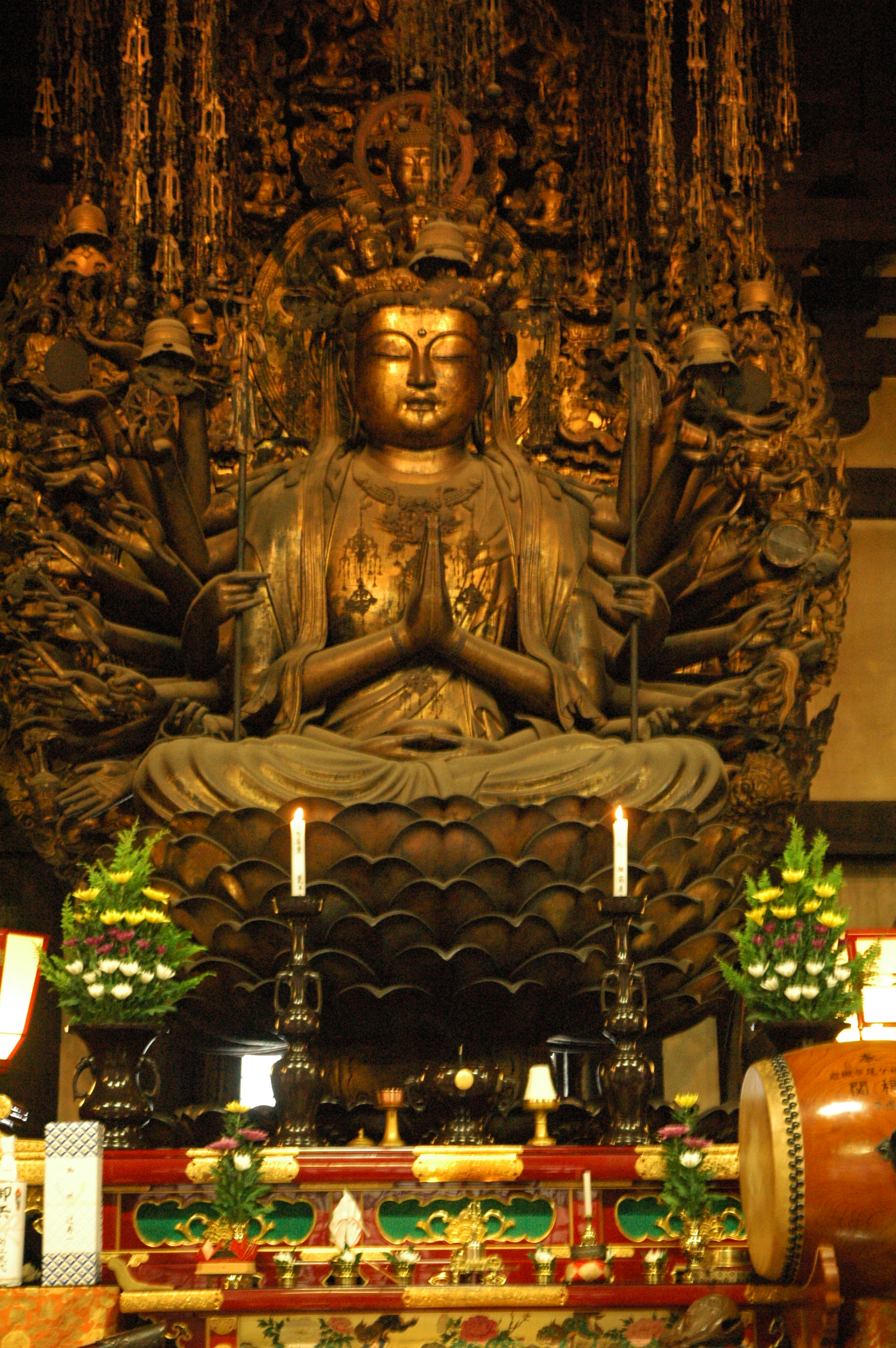
탄케이 작 센주 간논, 13세기, 산주산겐도, 일본.
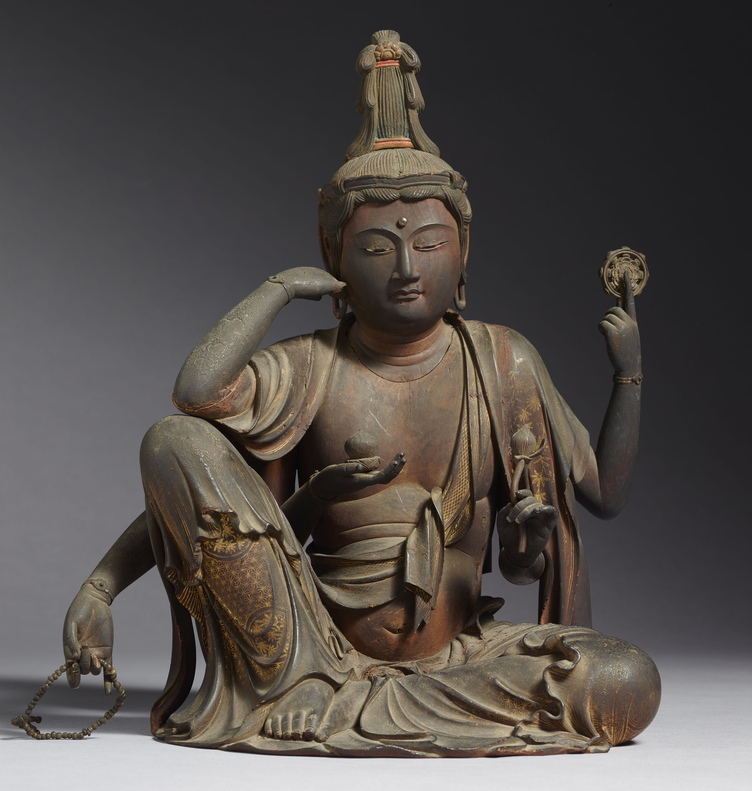
보살 진타마니차크라, 가마쿠라 시대, 일본.
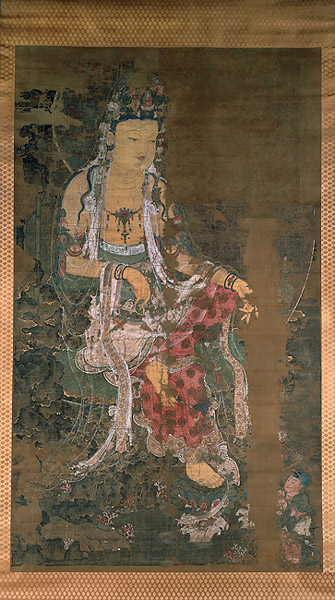
아발로키테슈바라 한국 그림. 가가미 신사, 일본, 기원후 1310년.
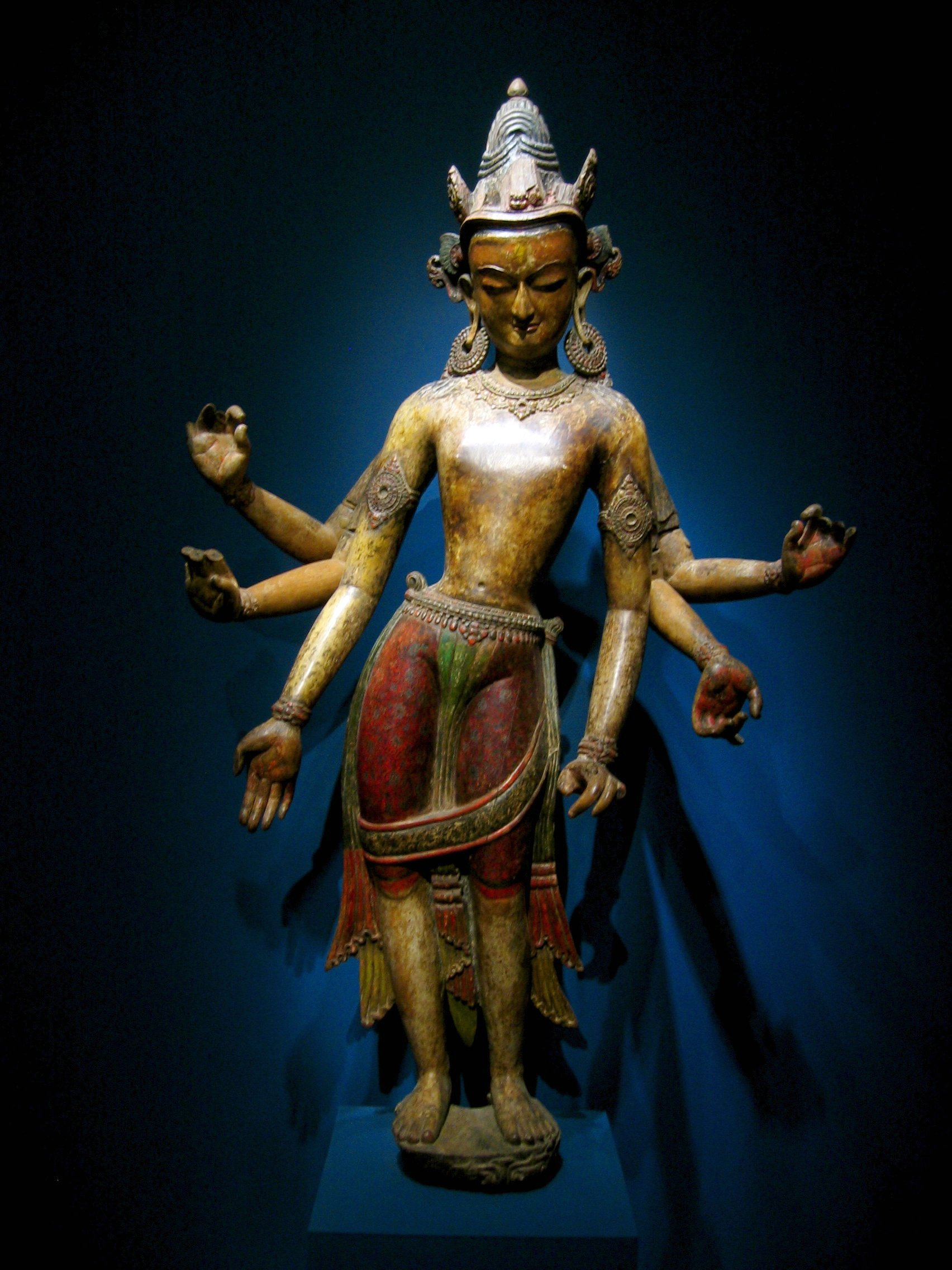
여섯 팔을 가진 네팔 아발로키테슈바라상. 기원후 14세기.
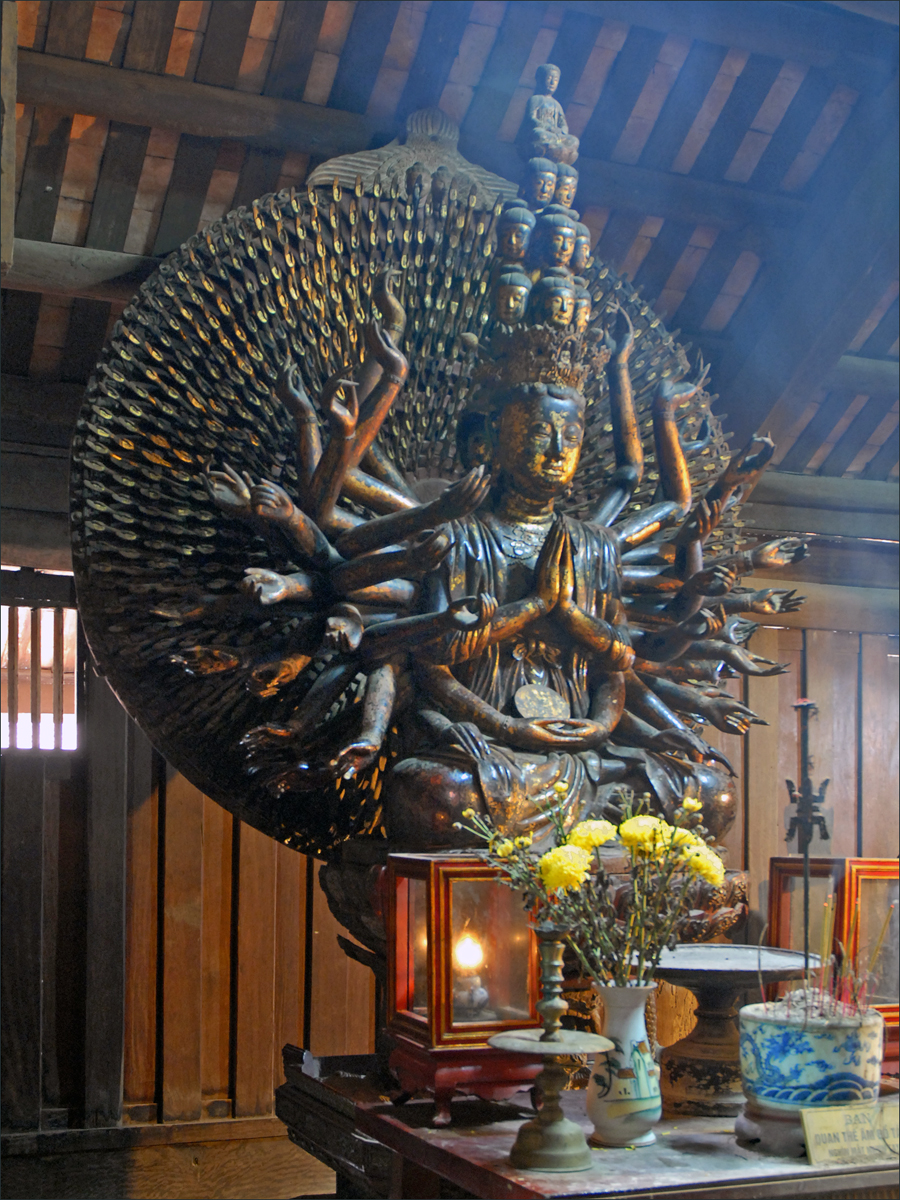
천수관음, 칠 및 금 도금 목상. 기원후 1656년 복원. 부텡탑 사원, 박닌성, 베트남.
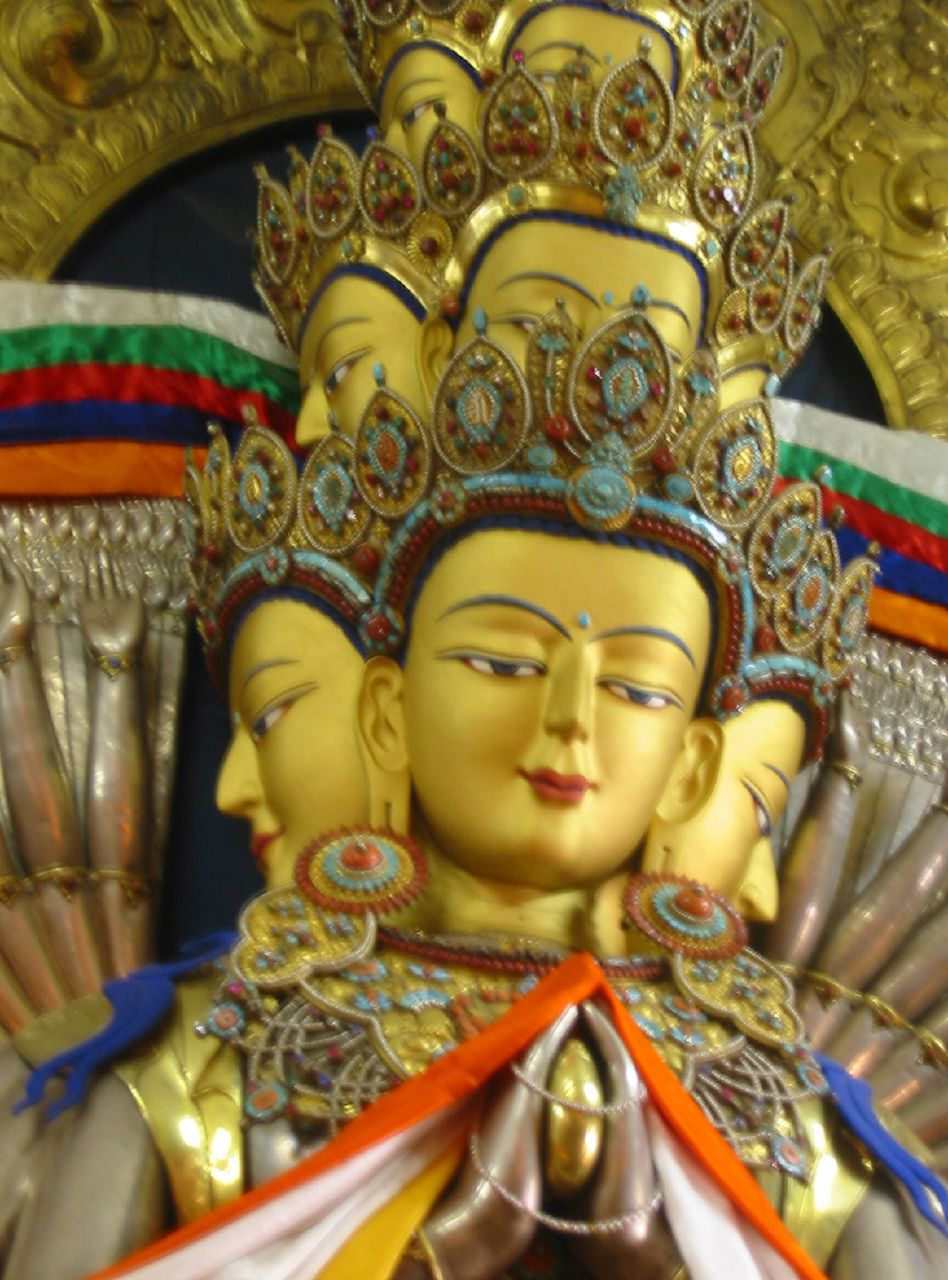
열한 얼굴을 가진 티베트 아발로키테슈바라상.
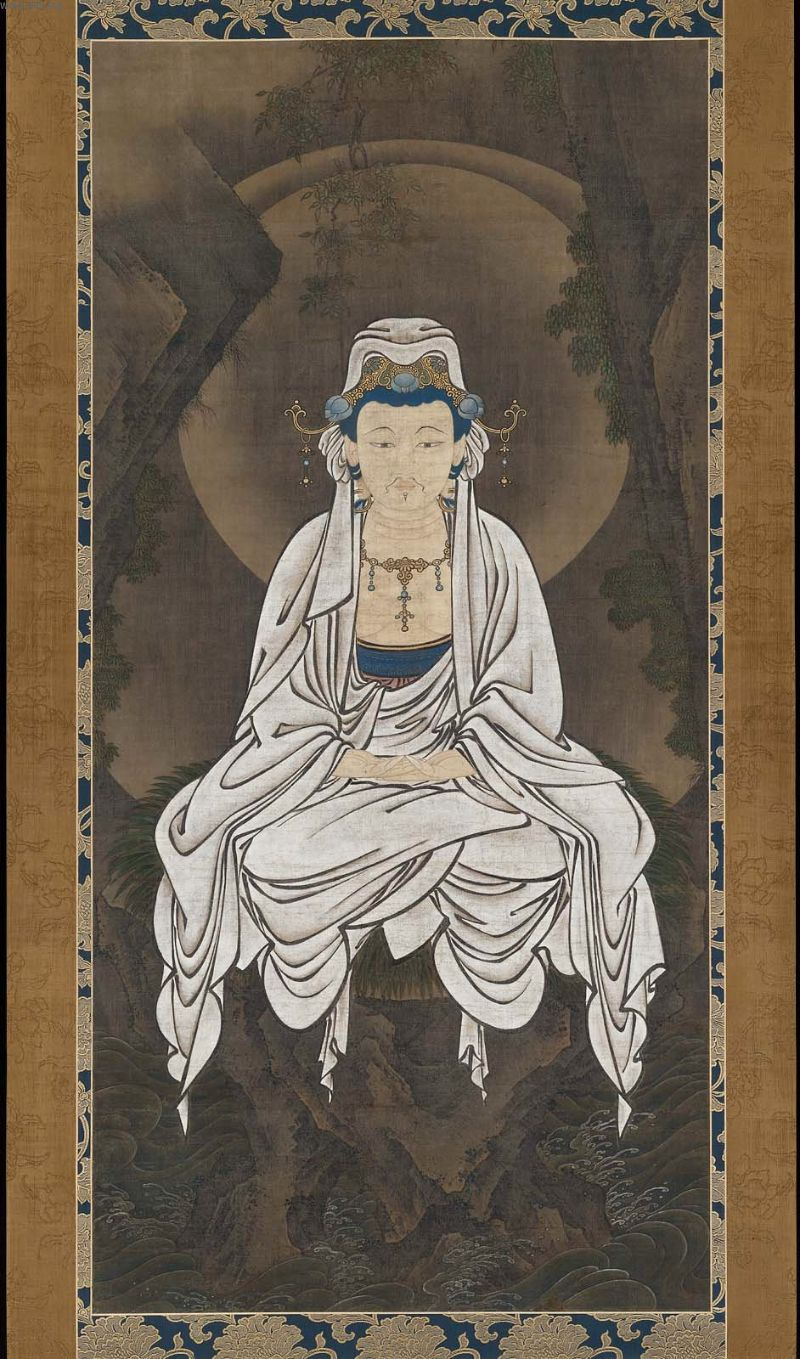
명상하는 아발로키테슈바라 일본 그림. 기원후 16세기.
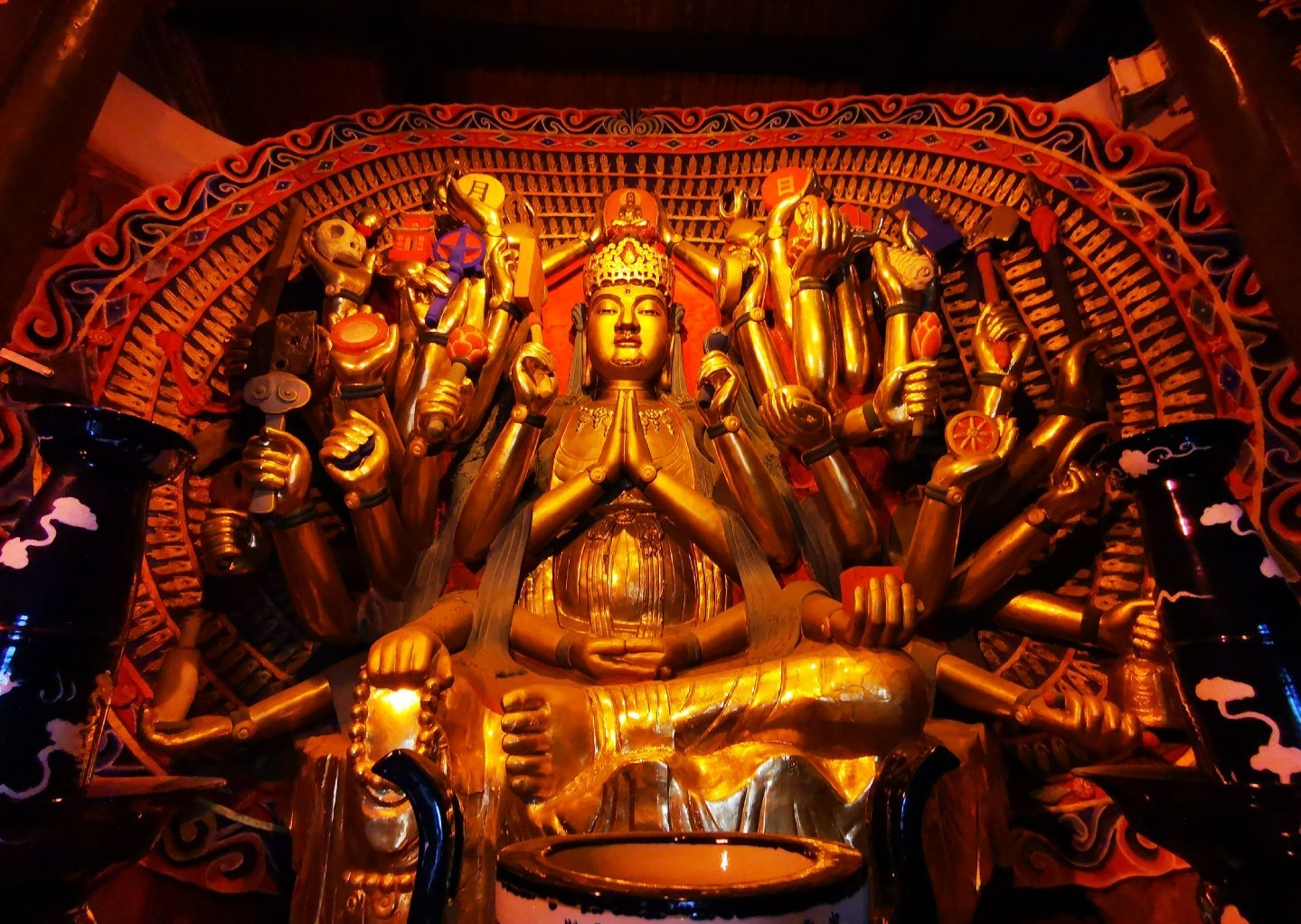
당나라 (서기 896년) 조각된 석상 성수사(內江聖水寺)의 천수관음상, 내강, 쓰촨, 중국.
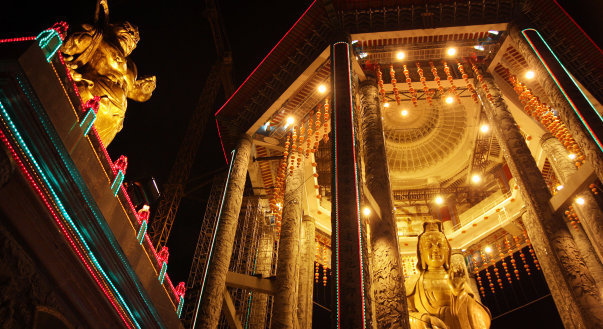
에어 이탐, 페낭, 말레이시아 극락사에 있는 관음상을 모신 세계에서 가장 높은 팔각형 누각.
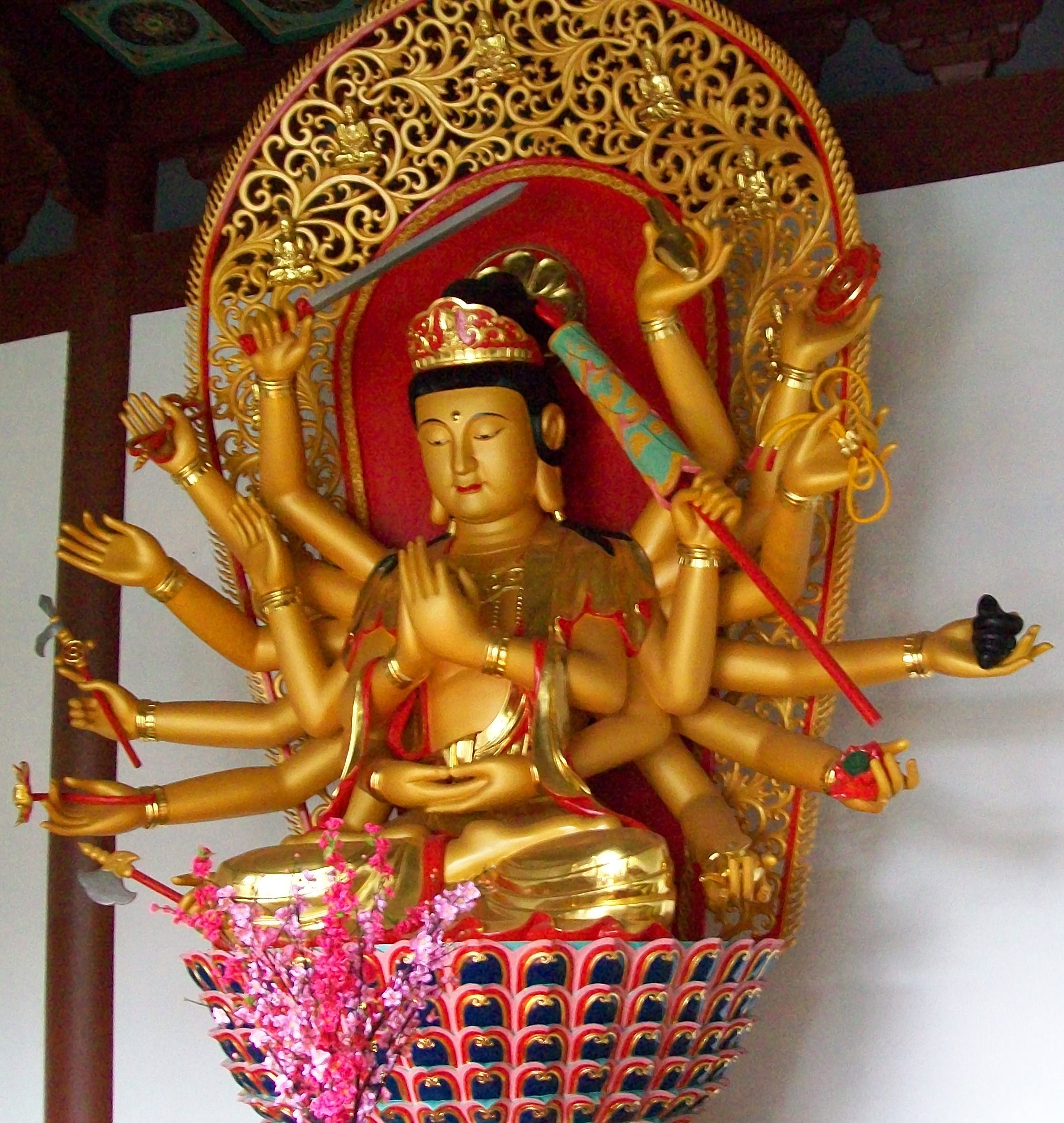
영은사에 있는 열여덟 팔을 가진 아발로키테슈바라의 밀교 준제 형태. 항저우, 저장성, 중국.
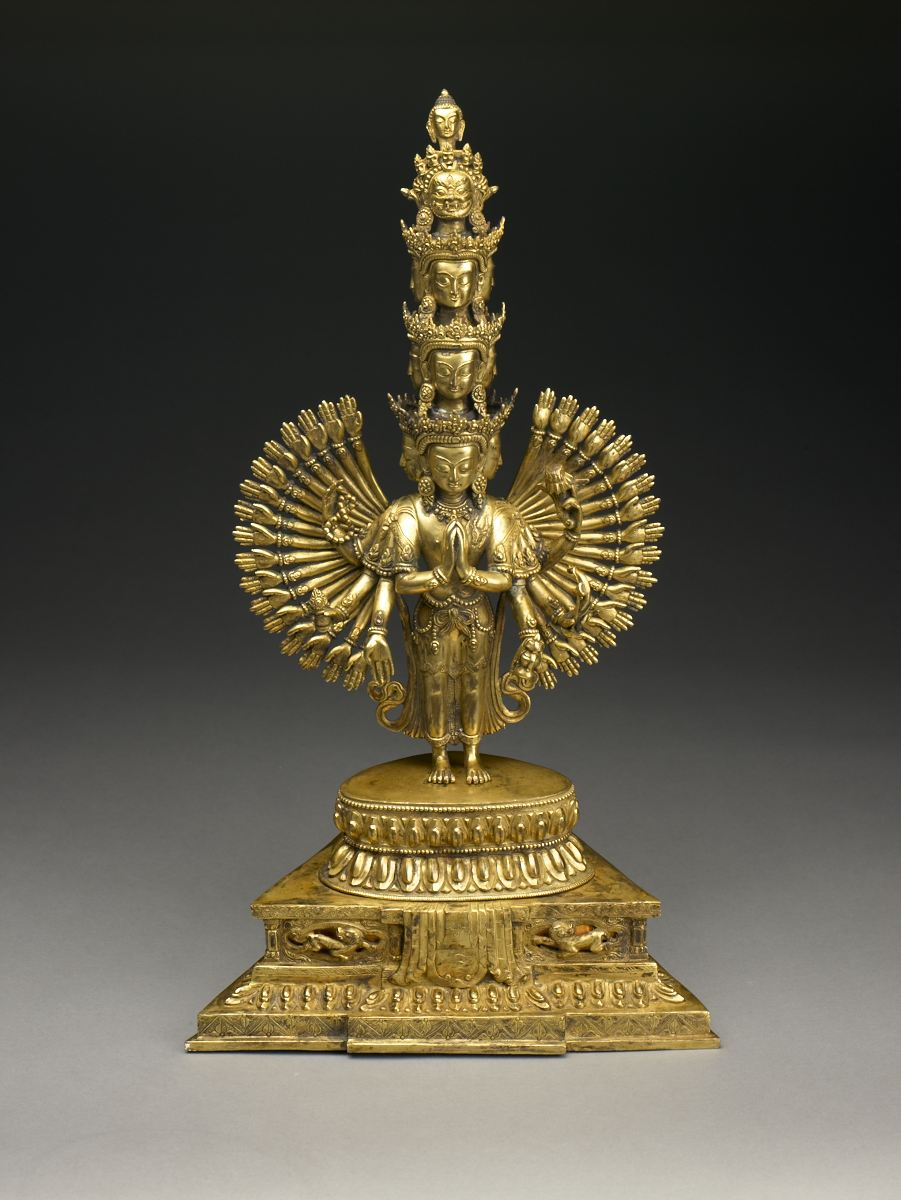
티베트 출토 천수관음 청동상, 1750년경. 버밍햄 미술관.
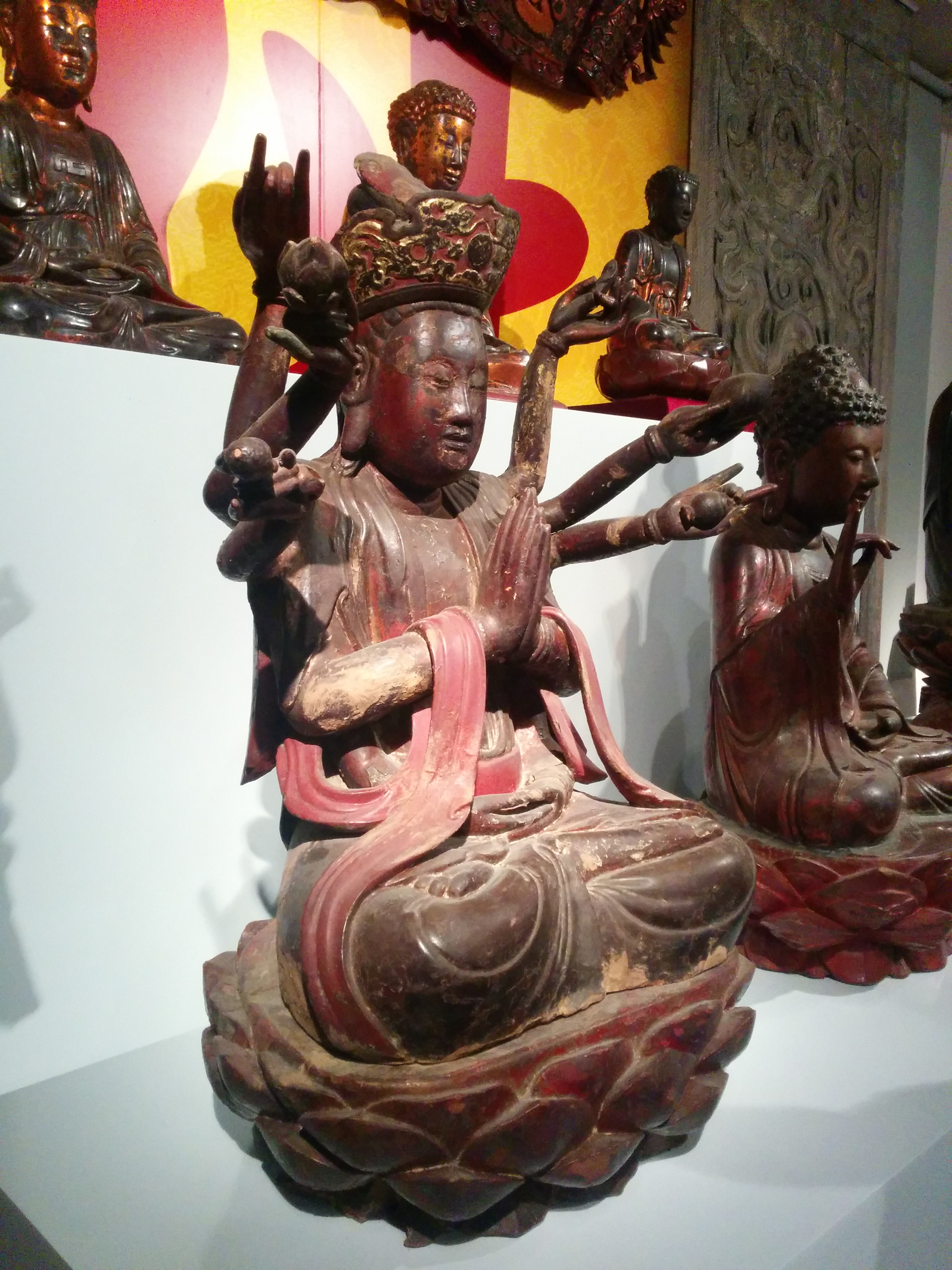
18-19세기 베트남 국립 역사 박물관의 꽌엄(아발로키테슈바라) 상, 하노이, 베트남.
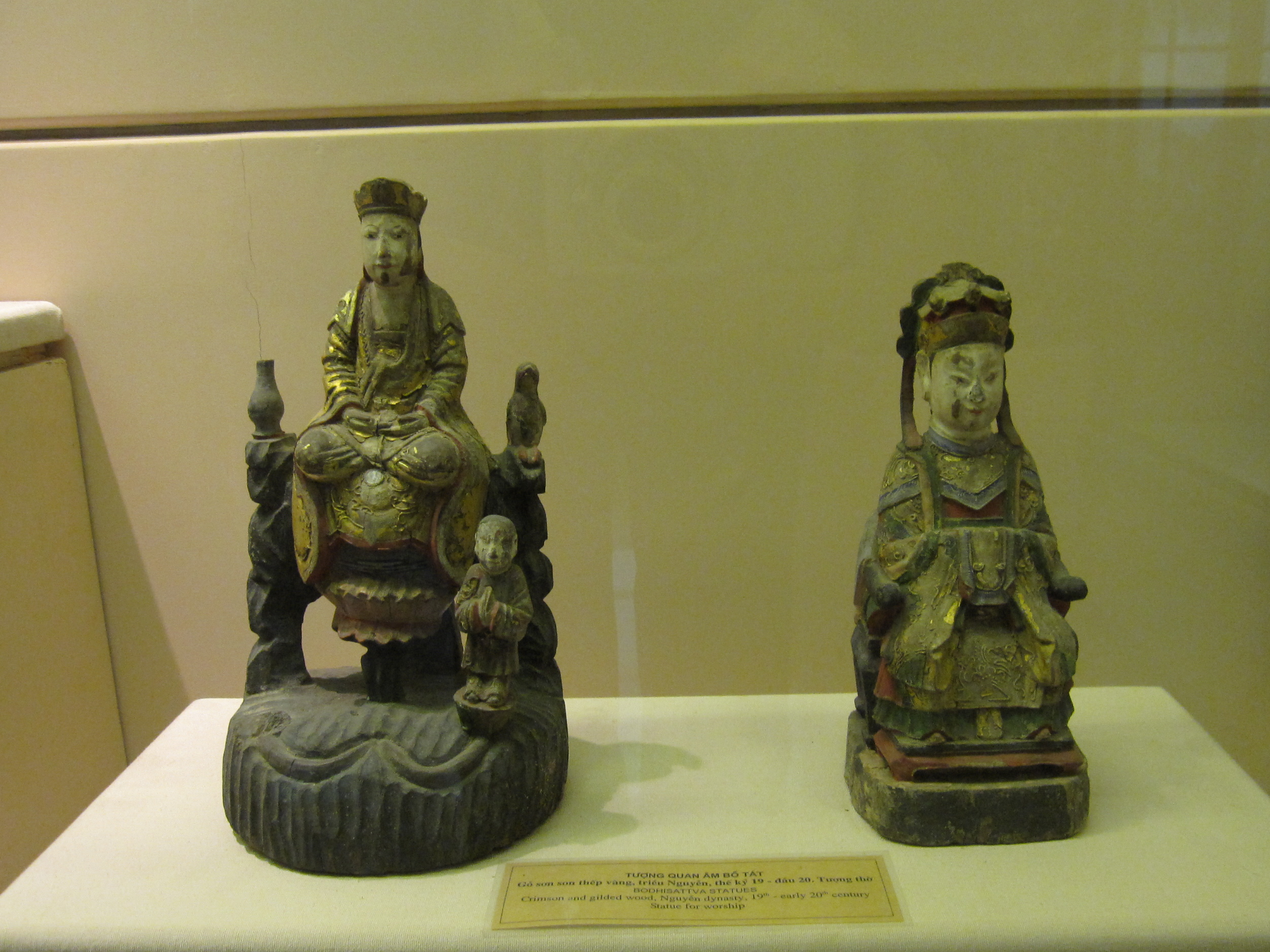
응우옌 왕조 시대의 꽌엄(아발로키테슈바라) 상 2점, 베트남 국립 역사 박물관, 베트남.
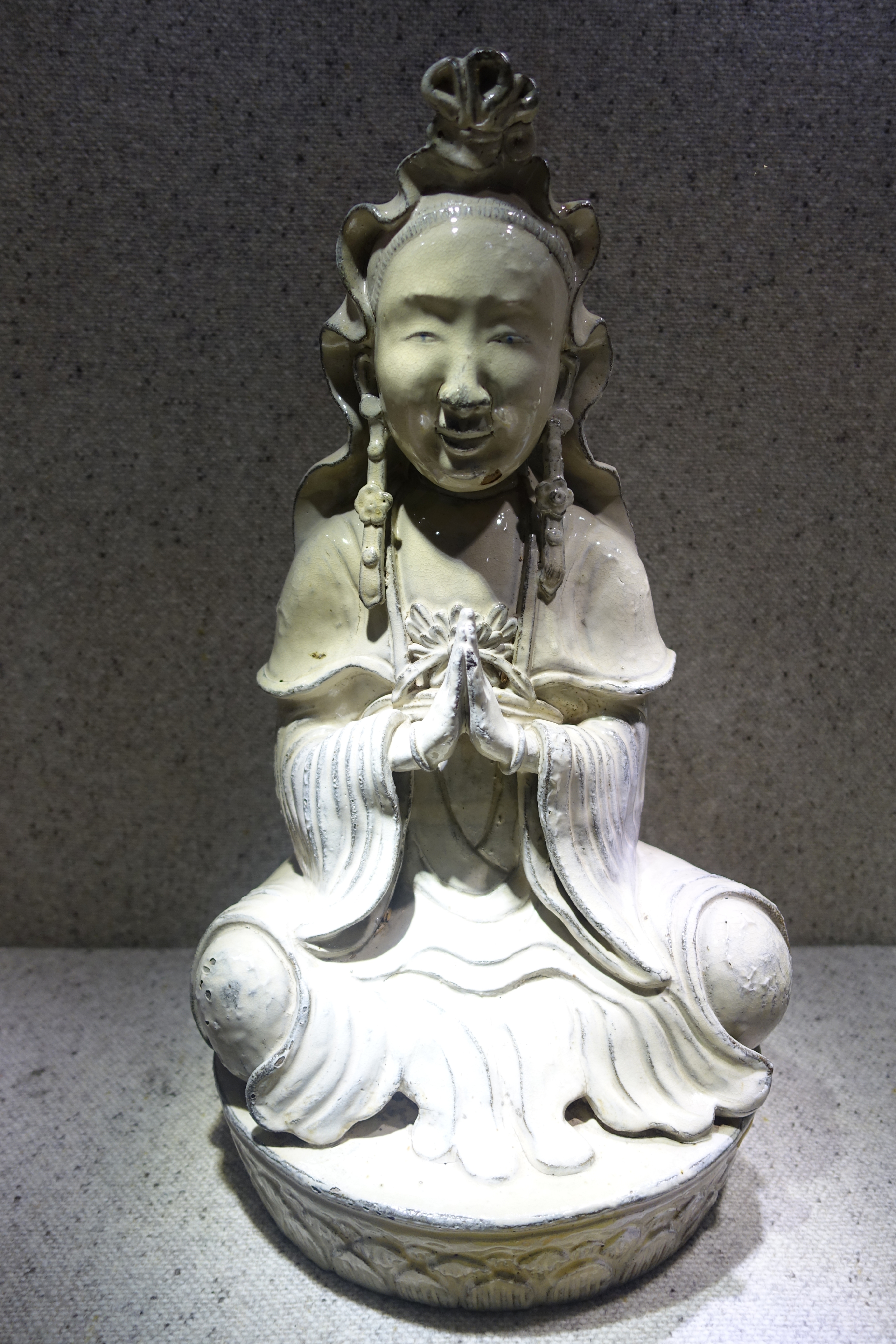
꽌엄(아발로키테슈바라) 상, 바짱 가마, 하노이, 응우옌 왕조, 기원후 19세기, 백자 유약 - 베트남 국립 역사 박물관, 베트남.
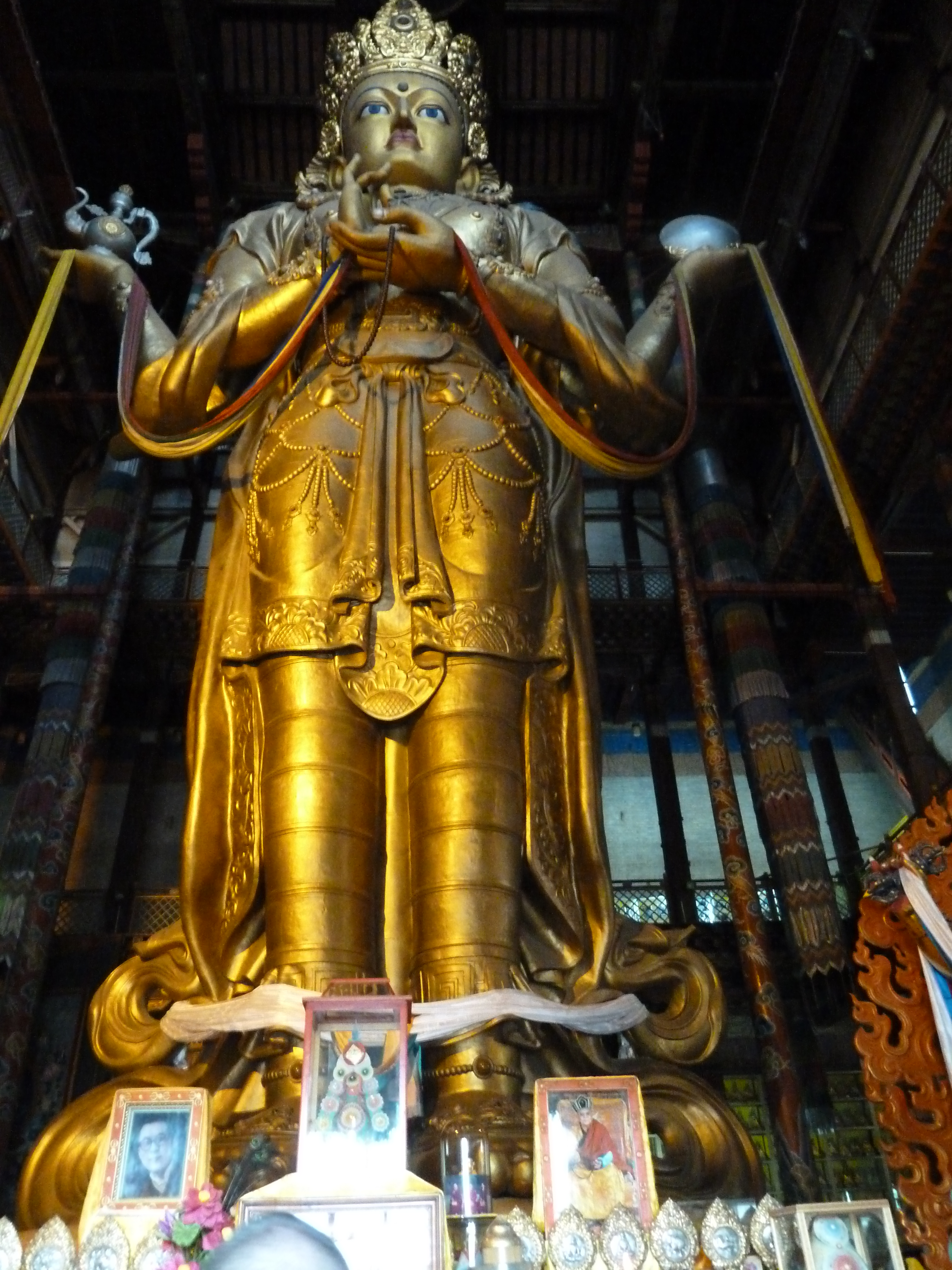
아발로키테슈바라(Migjid Janraisig) 상, 간단테그친렌 사원, 울란바토르, 몽골. 세계에서 가장 높은 실내 좌상, 26.5m 높이, 1996년 재건, (1913년).
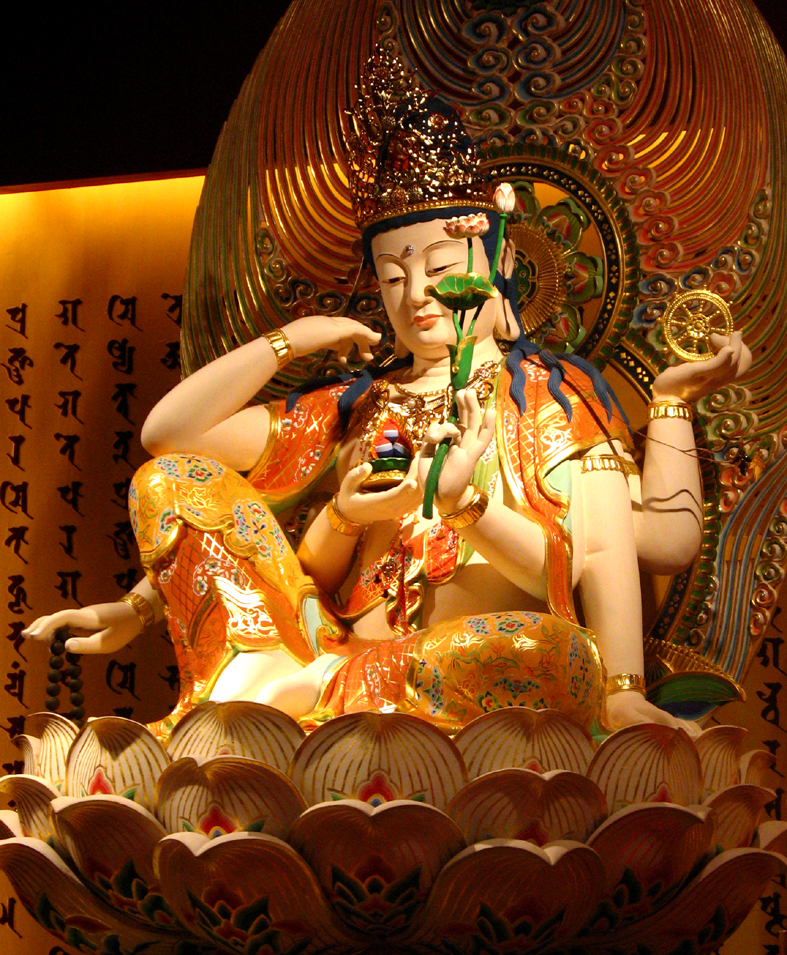
여의륜 관음(진타마니차크라) 상, 불아사, 싱가포르 차이나타운, 싱가포르.
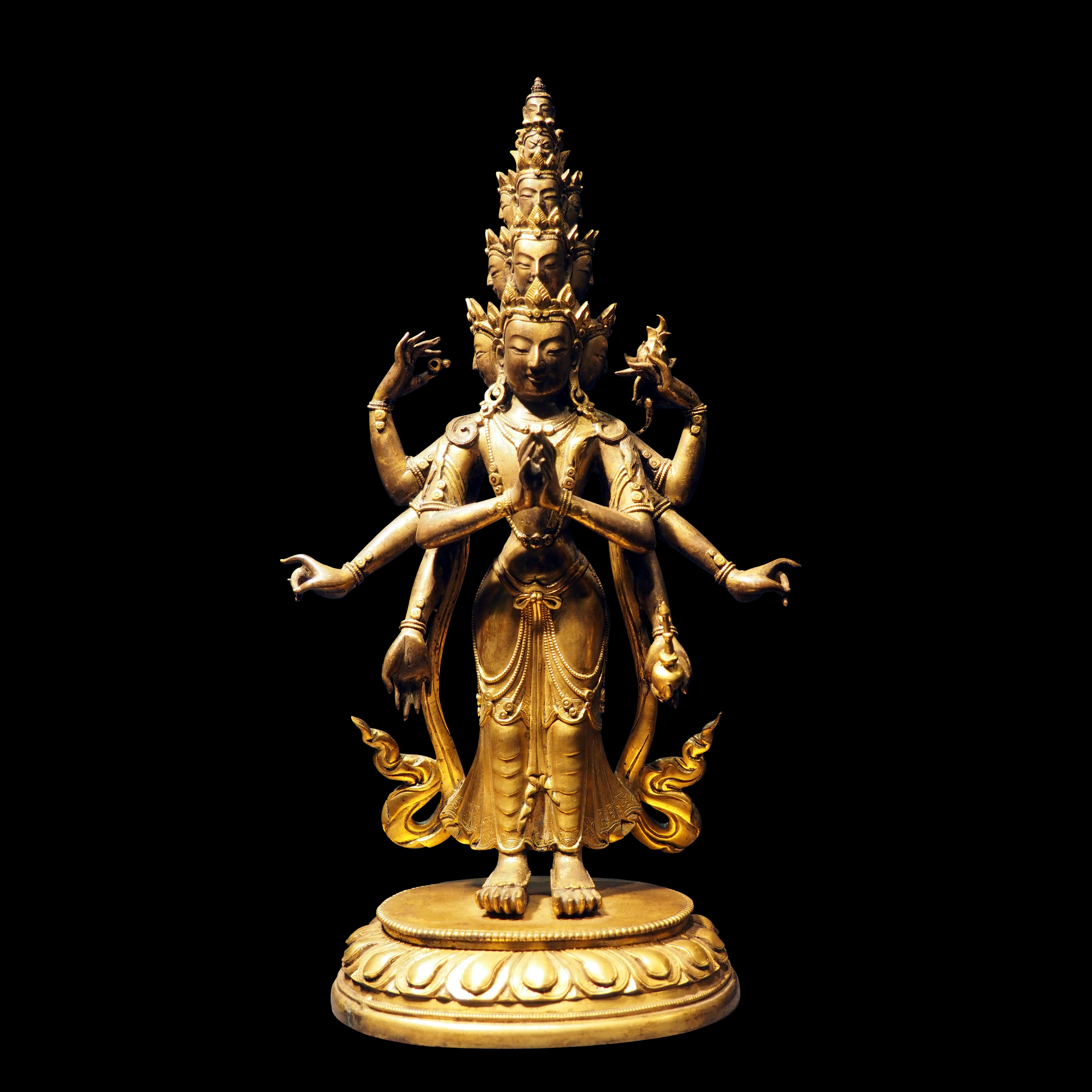
아발로키테슈바라상, 제작 연대 미상, 청동 및 금.
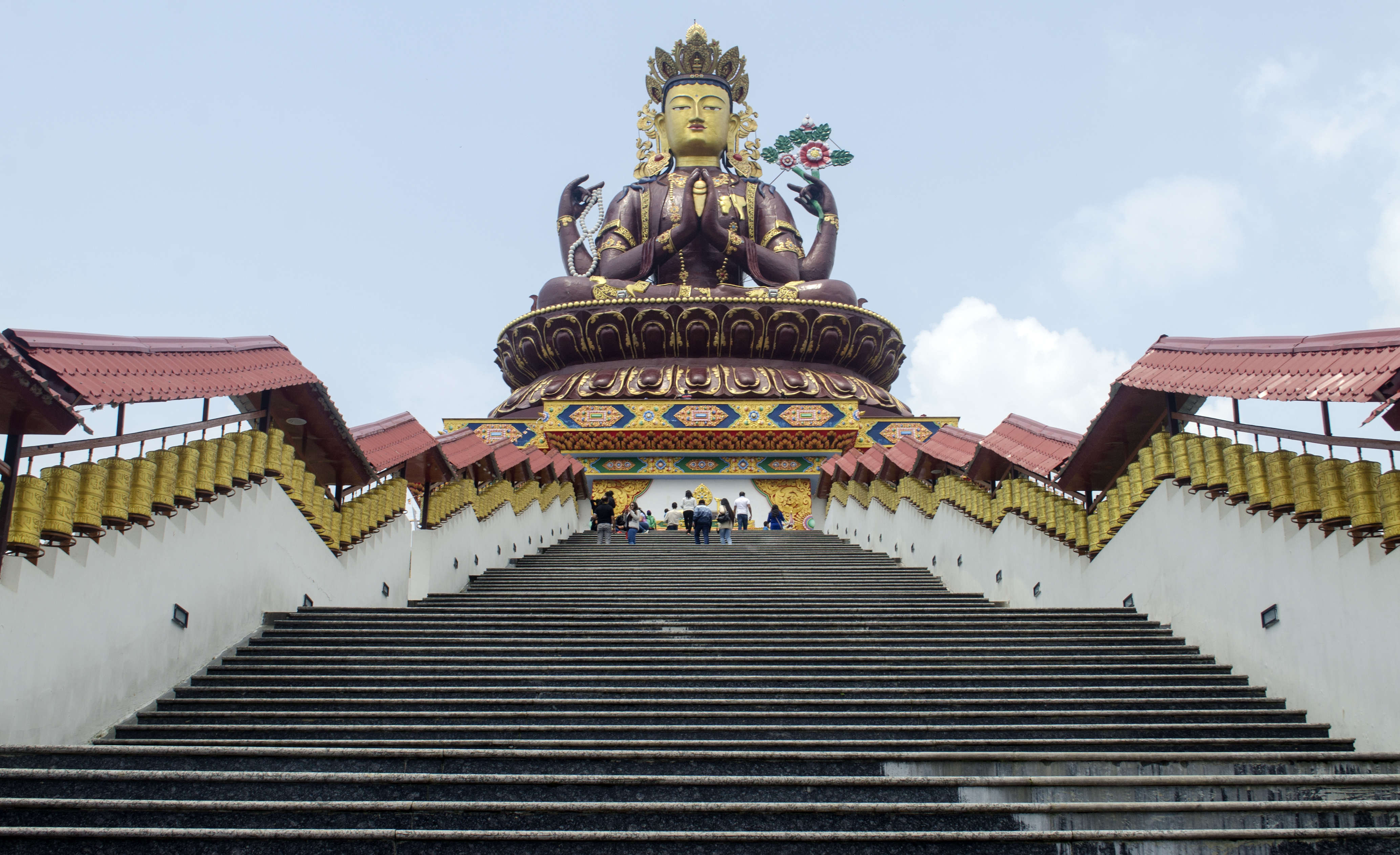
첸레직 상, 펠링, 시킴, 인도.
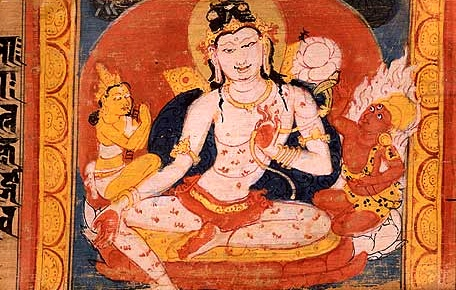
아발로키테슈바라 보살 그림. 란자나 문자로 쓰여진 산스크리트 아스타사하스리카 프라즈냐파라미타 수트라 필사본. 날란다, 비하르, 인도. 기원후 700-1100년경.
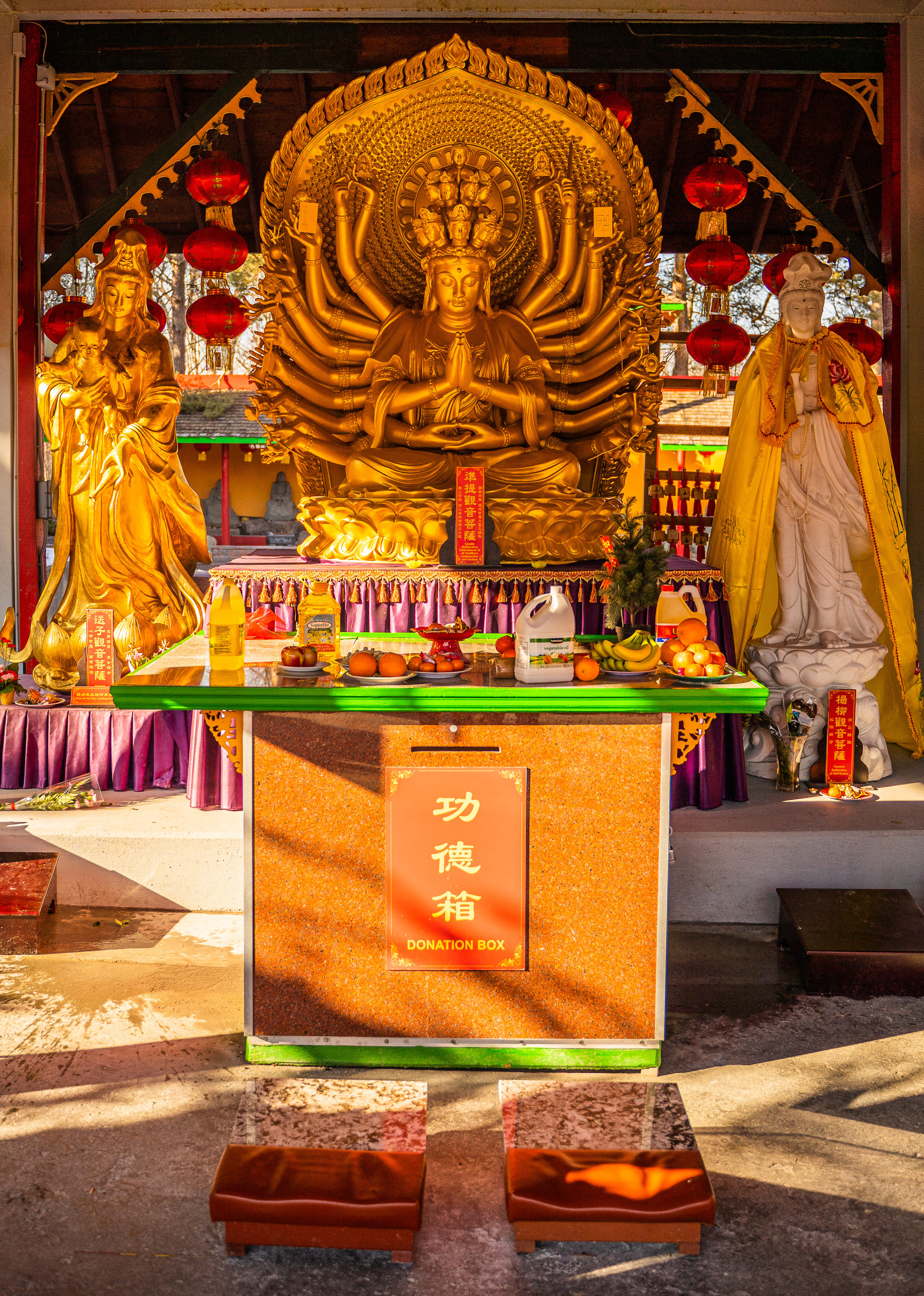
홍콩 참산사의 천수관음.
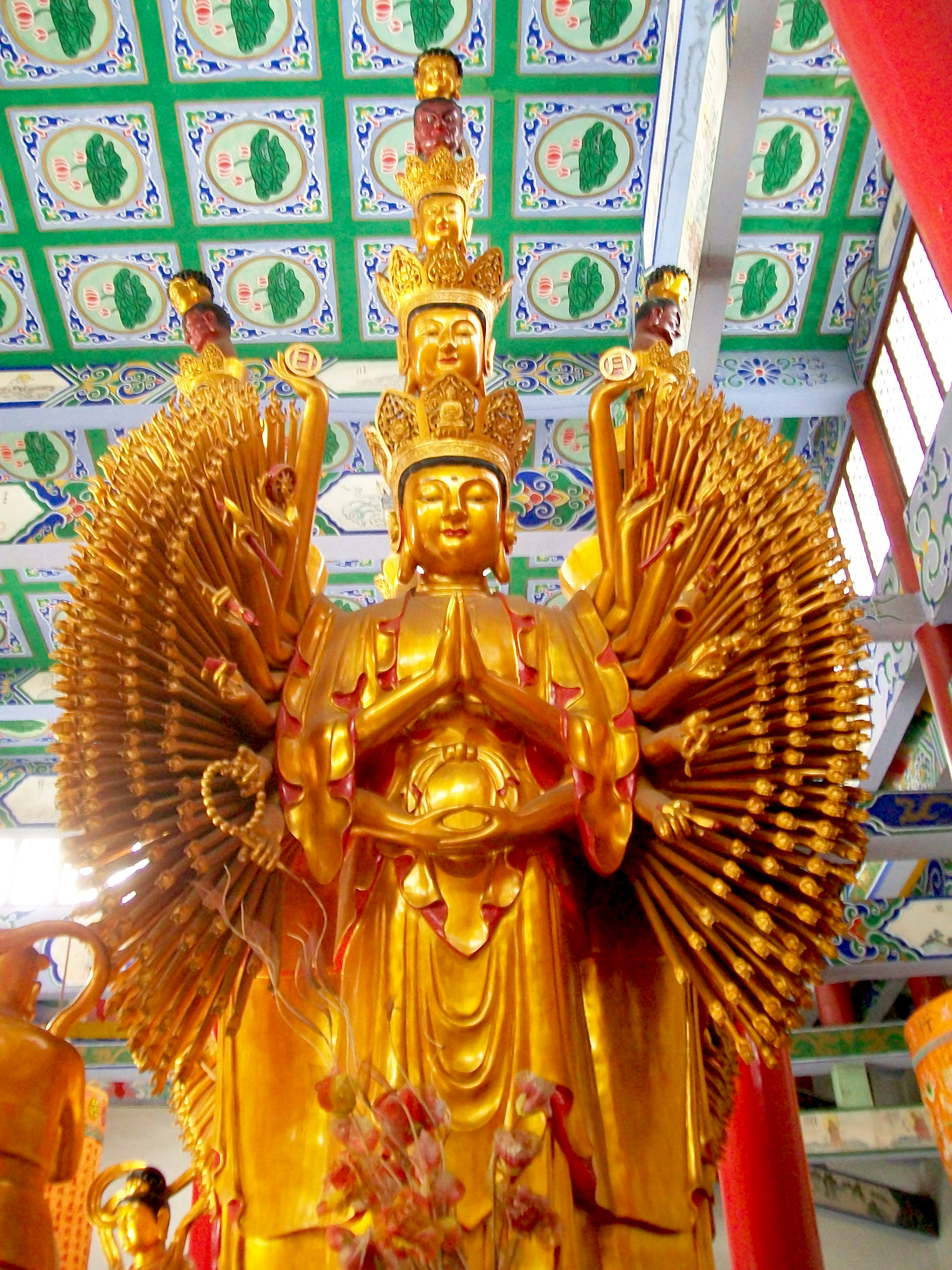
천수관음. 관음 여성 비하라, 안후이, 중국.
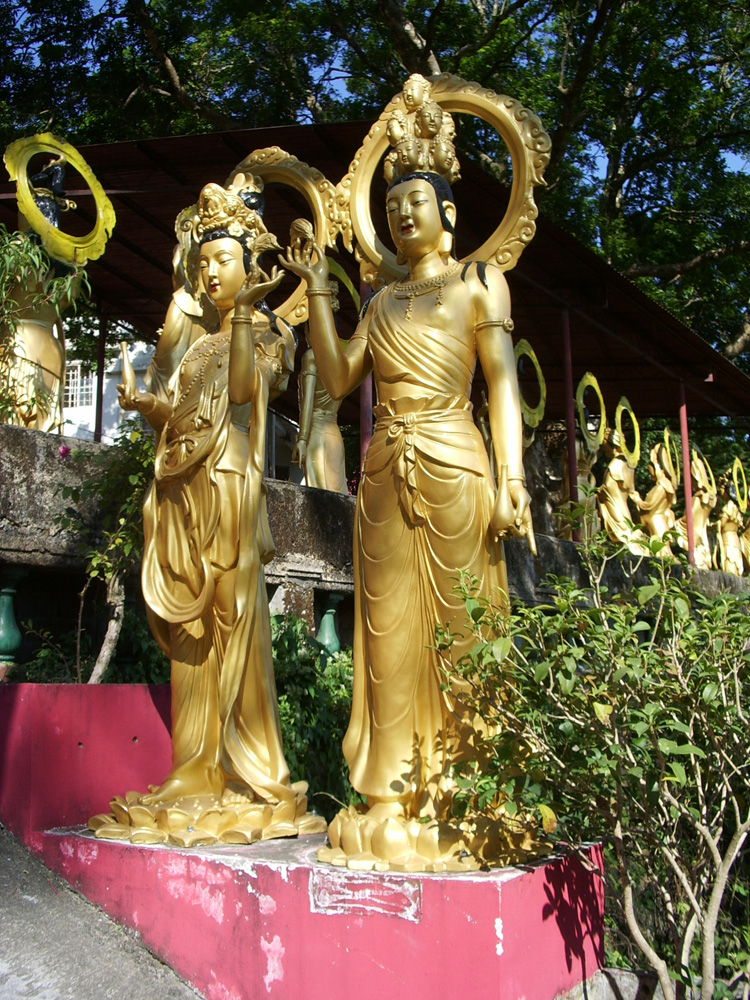
만불사 (萬佛寺)에 있는 십일면 관음상, 파이 타우 마을, 사틴, 홍콩.
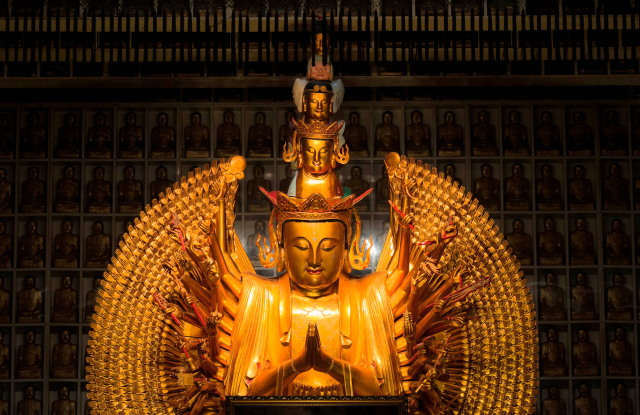
만불성에 있는 천수천안 관음 목상, 유카이아, 캘리포니아, 캘리포니아.

## 같이 보기
- 관음
- 정토종
- 비슈누
- 달라이 라마

## 자료
- Buswell, Robert; Lopez, Donald S. (2013). 《The Princeton Dictionary of Buddhism》. Princeton University Press. ISBN 978-0-691-15786-3.
- Doniger, Wendy, 편집. (1993), 《Purana Perennis: Reciprocity and Transformation in Hindu and Jaina Texts》, State University of New York Press, ISBN 0-7914-1381-0
- Ducor, Jérôme (2010). 《Le regard de Kannon》 (프랑스어). Gollion: Infolio éditions / Genève: Musée d'ethnographie de Genève. 104쪽. ISBN 978-2-88474-187-3. ill. colour
- Getty, Alice (1914). 《The gods of northern Buddhism: their history, iconography and progressive evolution through the northern Buddhist countries》. Oxford: Clarendon Press.
- Holt, John (1991). 《Buddha in the Crown: Avalokitesvara in the Buddhist Traditions of Sri Lanka》. New York: Oxford University Press. ISBN 0195064186.
- McDermott, James P. (1999). “Buddha in the Crown: Avalokitesvara in the Buddhist Traditions of Sri Lanka”. 《Journal of the American Oriental Society》 119 (1): 195–196. doi:10.2307/605604. JSTOR 605604.
- Studholme, Alexander (2002). 《The Origins of Om Manipadme Hum》. Albany NY: State University of New York Press. ISBN 0-7914-5389-8.
- Tsugunari, Kubo; Akira (tr.), Yuyama (2007). 《The Lotus Sutra》 (PDF) Revis 2판. Berkeley, Calif.: Numata Center for Buddhist Translation and Research. ISBN 978-1-886439-39-9. 2015년 7월 2일에 원본 문서 (PDF)에서 보존된 문서.
- Yü, Chün-fang (2001). 《Kuan-Yin: The Chinese Transformation of Avalokitesvara》. Columbia University Press. ISBN 978-0-231-12029-6.